# Mariano Rajoy
Mariano Rajoy Brey (Santiago de Compostela, 27 de marzo de 1955) es un registrador de la propiedad y expolítico español, presidente del Gobierno de España entre 2011 y 2018. Miembro relevante del Partido Popular desde la década de 1980, también ejerció como vicepresidente primero, portavoz del Gobierno y ministro durante los gobiernos de José María Aznar.
Proveniente de una familia de juristas, se licenció en derecho por la Universidad de Santiago de Compostela y a los veintitrés años aprobó las oposiciones al Cuerpo de Registradores de la Propiedad, convirtiéndose así en el registrador más joven de España hasta la fecha.En 1981 obtuvo un escaño en el Parlamento de Galicia por Alianza Popular, y en 1986 fue nombrado vicepresidente de la Junta de Galicia por Gerardo Fernández Albor. Tras la refundación de su partido como Partido Popular de la mano de Manuel Fraga, desempeñó varios cargos hasta su salto definitivo a la política estatal en 1996. Tras haber dirigido su campaña electoral, en el Primer Gobierno Aznar fue nombrado ministro de Administraciones Públicas, un cargo que ocupó hasta 1999.
En el año 2000 dirigió de nuevo la campaña exitosa del Partido Popular a las elecciones generales, y se convirtió en una de las figuras principales del Segundo Gobierno Aznar. En esta etapa fue vicepresidente primero del Gobierno (2000-2003), ministro de la Presidencia en dos ocasiones, ministro de Interior y portavoz del Gobierno. Entre esta etapa aprobó la reforma de la financiación autonómica, la Ley de extranjería y lidió con el repunte del terrorismo de ETA. Como portavoz tuvo que responder a las dos principales polémicas del mandato, el desastre del Prestige y el apoyo de Aznar a la guerra e invasión de Irak de Irak en 2003.Ese año fue designado sucesor de Aznar al frente del PP y candidato a las generales de 2004, marcadas por los atentados del 11M y las teorías de la conspiración sobre su autoría. Tras perder las elecciones fue líder de la oposición durante el Primer Gobierno Zapatero y, tras disputas internas, también del Segundo.
En 2011 fue nombrado sexto presidente del Gobierno de España desde la Transición tras obtener mayoría absoluta en las elecciones generales de ese año. Su mandato estuvo marcado por la Gran Recesión y las políticas de austeridad implementadas para hacerles frente. Estas incluyeron una reforma laboral y un rescate bancario por parte de la Comisión Europea en 2012.Los efectos de las políticas de recortes y la intensificación de la crisis provocaron dos huelgas generales y numerosas protestas, siendo las mayores las Marchas de la Dignidad.En paralelo tuvo lugar la publicación de decenas de casos de corrupción que afectaban a su partido y que motivaron la dimisión o condena de numerosos altos cargos, siendo los dos más mediáticos el caso Gürtel y el caso Bárcenas.Durante esta legislatura también tuvo lugar la abdicación de Juan Carlos I, la renovación del sistema de partidos, la operación Cataluña, la creación de la pena de prisión permanente revisable, la Ley Wert, una reforma fallida de la Ley del aborto y la Ley Mordaza, que recibió críticas nacionales e internacionales.
En 2016 renovó la presidencia, en un mandato marcado por el procés catalán. Este incluyó el referéndum de independencia de Cataluña de 2017, la declaración unilateral de independencia y la aplicación del artículo 155 de la Constitución española en Cataluña.En 2017 tuvieron lugar unos  atentados yihadistas en Cataluña, y el año siguiente ETA anunció su disolución. En paralelo continuaron produciéndose escándalos y condenas por corrupción, que culminaron con la sentencia del Caso Gürtel que consideraba probado que el PP se había lucrado de esa trama entre 1990 y 2008 a través de una caja b. Como resultado, en 2018 el PSOE presentó una moción de censura exitosa que dio la presidencia a Pedro Sánchez. Poco después Rajoy anunció su retirada de la política y se reincorporó a su plaza de registrador mercantil en Santa Pola y posteriormente Madrid.En 2021 se abrió el caso Kitchen, que afectaba a altos cargos de su Gobierno.

## Biografía

### Primeros años y formación
Mariano Rajoy Brey es nieto de Enrique Rajoy Leloup, uno de los redactores del Estatuto de autonomía de Galicia en 1932 que fue apartado de la docencia universitaria por la dictadura de Franco hasta principios de la década de 1950, y es hijo del también jurista Mariano Rajoy Sobredo (1921-2018), presidente de la Audiencia Provincial de Pontevedra, ciudad en la que vivió desde los 15 años. Su madre fue Olga Brey López, una enfermera fallecida en 1993. Rajoy, con una familia materna de una religiosidad estricta, recibió una educación católica.
Licenciado en Derecho por la Universidad de Santiago de Compostela, comenzó a preparar las oposiciones al Cuerpo de Registradores de la Propiedad, Mercantiles y de Bienes Muebles en el último año de carrera, aprobándolas al siguiente con veintitrés años cumplidos y siendo el más joven hasta la fecha. Sería curiosamente seguido muy de cerca por su hermano Enrique, quién sería el segundo registrador de la propiedad más joven hasta la fecha, al aprobar este a los veinticuatro años.El primer destino de Mariano fue en Padrón (La Coruña), para posteriormente desempeñarse como titular en los registros de Villafranca del Bierzo (León), Berga (Barcelona), Elche (Alicante) y, finalmente, en Santa Pola (Alicante), permaneciendo, a partir de aquí, en situación de excedencia forzosa como funcionario durante casi toda su etapa política.
A la misma edad en las que aprobó las oposiciones, Rajoy resultó herido en el rostro como consecuencia de un accidente de tráfico cuando se dirigía a Villafranca del Bierzo. Desde entonces, siempre lleva barba para ocultar las cicatrices de estas heridas.
Realizó el servicio militar obligatorio, en el que se ocupó principalmente de la limpieza de las escaleras de la Capitanía General de Valencia, licenciándose a finales de 1980.

## Carrera política

### Galicia (1981-1990)
Procedente de la Unión Nacional Española (UNE), y posteriormente afiliado de Alianza Popular (AP), fue elegido diputado en las primeras elecciones autonómicas gallegas, celebradas el 20 de octubre de 1981.
En 1982 fue designado director general de Relaciones Institucionales de la Junta de Galicia. En las elecciones municipales del 8 de mayo de 1983 fue elegido concejal del Ayuntamiento de Pontevedra. En el congreso extraordinario del partido del mes de mayo de 1988 fue nombrado secretario general de AP en Galicia. En 1983 y 1984, Rajoy publicó artículos en el Faro de Vigo en los que defendía la desigualdad como algo inherente al ser humano, en sendos comentarios a libros de Luis Moure Mariño y Gonzalo Fernández de la Mora, La desigualdad humana y La envidia igualitaria respectivamente.
El 11 de junio de 1983 fue nombrado presidente de la Diputación Provincial de Pontevedra, cargo que desempeñaría hasta diciembre de 1986. En las elecciones generales del 22 de junio de 1986, obtuvo un escaño en el Congreso de los Diputados como cabeza de lista por Pontevedra, aunque renunció en noviembre para ser vicepresidente de la Junta de Galicia tras la dimisión de José Luis Barreiro y el resto de los consejeros, ocupó este cargo hasta finales de septiembre de 1987.
En enero de 1989 se refunda AP en un único partido, que pasa a denominarse Partido Popular (PP), con Manuel Fraga Iribarne como presidente; Rajoy es nombrado miembro del Comité Ejecutivo Nacional del Partido Popular, renueva su acta de diputado por Pontevedra y preside la Comisión de Control Parlamentario de RTVE.
El 4 de septiembre de 1989, José María Aznar —hasta entonces presidente de la Junta de Castilla y León— fue nombrado candidato a las elecciones generales, a propuesta del propio Fraga, y en abril de 1990, fue nombrado presidente del Partido Popular y Rajoy fue elegido miembro de la Ejecutiva Nacional y vicesecretario general del PP. En las elecciones del 6 de junio de 1993, el Partido Popular se consolidó como primer partido de la oposición y Rajoy renovó su acta de diputado por Pontevedra.

### Ministro del Gobierno de España (1996-2003)
El 3 de marzo de 1996 el Partido Popular venció en las elecciones con 9 716 006 votos, siendo Aznar proclamado presidente del Gobierno con los apoyos de PNV, CiU y Coalición Canaria y Rajoy renovó por tercera vez su escaño en el Congreso, tras haber dirigido esa exitosa campaña electoral. Rajoy ocupó el liderazgo de varios ministerios del Gobierno de España durante este período.
El 5 de mayo de 1996 fue nombrado ministro de Administraciones Públicas aprobándose la Ley de Organización y Funcionamiento de la Administración General del Estado, LOFAGE (Ley 6/1997, de 14 de abril).

En enero de 1999, Rajoy dejó su cargo a Ángel Acebes y sustituyó a Esperanza Aguirre, siendo nombrado ministro de Educación y Cultura y aprobando nuevos planes de estudio de Formación Profesional. Ese mes fue reelegido vicesecretario general del partido en su XIII Congreso.

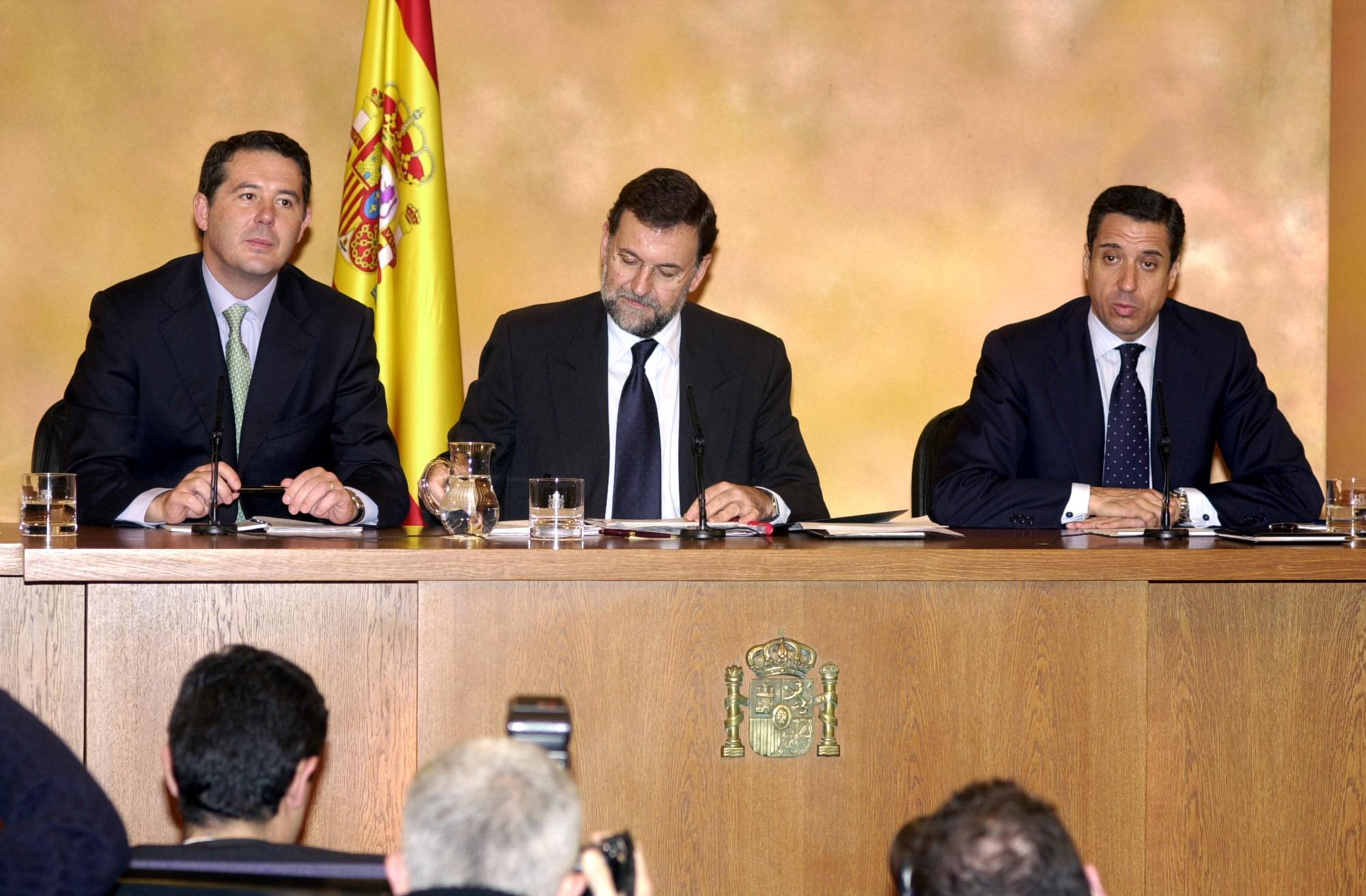
Rajoy en una rueda de prensa en el palacio de la Moncloa (enero de 2003)

Rajoy se encargó otra vez de dirigir la campaña electoral para las generales de 2000 en las que el Partido Popular obtuvo la mayoría absoluta frente al PSOE de Joaquín Almunia, consiguiendo 10 321 178 votos, su cifra de sufragios más alta hasta el momento actual, tras lo que Rajoy fue nombrado vicepresidente primero y ministro de la Presidencia del Gobierno en sustitución de Francisco Álvarez-Cascos.
En febrero de 2001, tras la «tregua-trampa» de ETA en 1999, dejó de ser ministro de la Presidencia para suceder en Interior a Jaime Mayor Oreja que se presentaba como candidato a lehendakari en las elecciones al País Vasco. Como responsable de este ministerio, Rajoy logró numerosos éxitos en la lucha contra la organización terrorista ETA.
El Gobierno aprobó el proyecto de Ley de Asociación (junio de 2001), se aprobó el Reglamento que desarrollaba la Ley de Extranjería (julio de 2001) y el anteproyecto de Ley de Prevención del Consumo Indebido de Bebidas Alcohólicas (mayo de 2002).
En enero de 2002 fue reelegido vicesecretario general del partido en el XIV Congreso y en julio Rajoy cesó como ministro de Interior, siendo sustituido por Acebes, para asumir las carteras de portavoz del Gobierno y, de nuevo, la del Ministerio de la Presidencia.
Como portavoz tuvo que afrontar las dos mayores polémicas del segundo Gobierno de Aznar: el desastre ecológico causado por el vertido del petrolero Prestige y el apoyo de Aznar al presidente estadounidense George W. Bush durante la guerra e invasión de Irak en 2003.

### Ascenso al liderazgo del Partido Popular y elecciones generales de 2004
En el XIV Congreso del Partido Popular celebrado en Madrid entre los días 25 al 27 de enero de 2002, el presidente del Gobierno y del partido José María Aznar cumplió su palabra de no estar más de ocho años al frente de la presidencia del país y además se convertía así en el primer gobernante español en ejercicio que renunciaba voluntariamente a seguir en el poder a pesar de las presiones de dentro de su partido para que continuara.

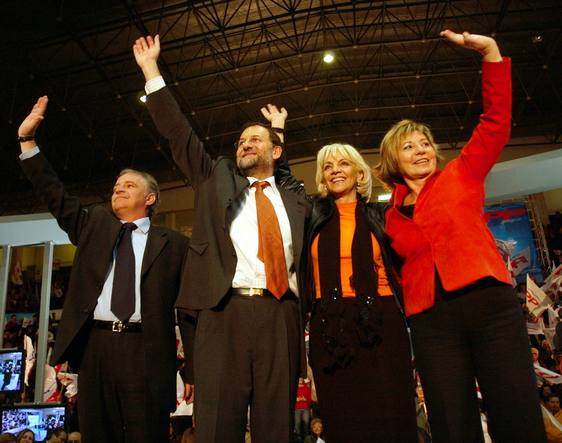
Rajoy saludando junto a Joaquín Ramírez —presidente del PP de Málaga—, Teófila Martínez —alcaldesa de Cádiz— y Celia Villalobos —exalcaldesa de Málaga— en un mitin electoral.

El 31 de agosto de 2003, Aznar le propuso como su sucesor y lo expresó con esta frase: «Mariano, te ha tocado». En noviembre de 2012, Aznar reveló que le había ofrecido su sucesión a Rodrigo Rato, pero Rato la rechazó hasta en dos ocasiones. El 3 de septiembre, fue elegido por la Junta Directiva Nacional del Partido Popular, nuevo secretario de la formación y candidato a la presidencia del Gobierno.
El 14 de marzo de 2004 tendrían lugar las novenas elecciones generales desde la restauración democrática y en las cuales se produciría el cuarto relevo en la presidencia del Gobierno. Durante la campaña electoral el PP esgrimió como su principal baza los logros económicos alcanzados durante los ocho años de Gobierno de Aznar (crecimiento del PIB, equilibrio presupuestario, creación de empleo y descenso del paro). Su eslogan electoral fue «Juntos vamos a más».
Tres días antes de la cita con las urnas, el jueves 11 de marzo se produjo una serie de atentados terroristas simultáneos en cuatro trenes de cercanías en Madrid, que se encontraban en las estaciones de Atocha, Santa Eugenia y El Pozo, los cuales arrebataron la vida a 191 personas y dejaron heridas a más de 1500. Inmediatamente se atribuyó esta masacre, el peor atentado de la historia de España y de Europa (en tiempos de paz), a ETA. En señal de duelo y repulsa ante esa tragedia terrorista que se acababa de cometer los dos principales candidatos a la presidencia del Gobierno (Rajoy y Zapatero) junto a los demás partidos políticos anunciaron la suspensión de los actos electorales y el final de la campaña electoral.
El día 12, a las siete de la tarde comenzaron en toda España las marchas multitudinarias convocadas por el gobierno y presididas con el lema: «Con las víctimas, con la Constitución, por la derrota del terrorismo». En la cabecera que más ciudadanos concentró —dos millones y medio— en Madrid, se encontraban por primera vez en la historia de España, miembros de la familia real: el Príncipe de Asturias, Felipe de Borbón y sus dos hermanas, Las infantas Elena y Cristina. Juntos a ellos estaba el presidente del Gobierno, José María Aznar y los dos candidatos a la presidencia del Gobierno, por los dos grandes partidos: Rajoy por el Partido Popular y José Luis Rodríguez Zapatero por el PSOE.

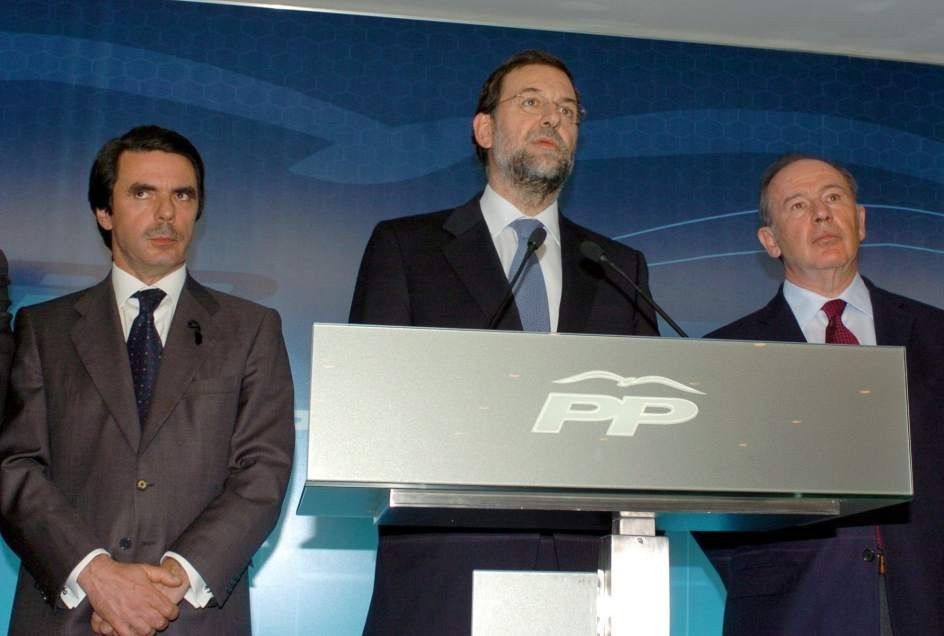
Comparecencia de Rajoy acompañado de Aznar y Rodrigo Rato en la noche electoral en la que su partido perdió las elecciones (14 de marzo de 2004).

Al día siguiente, el diario El Mundo publicó una entrevista realizada a Rajoy en la cual afirmaba que «tenía la convicción moral de que la autoría de los atentados de Madrid correspondía a ETA». En ese día de jornada de reflexión electoral, decenas de manifestantes se convocaron ante las sedes del Partido Popular exigiendo al gobierno de la nación que aclarara quienes habían cometido la masacre terrorista. Las manifestaciones se extendieron por la tarde y por la noche, no solo en la sede principal en la calle Génova de Madrid (que fue la más multitudinaria), sino también en otras ciudades. Debido a estas concentraciones, Rajoy compareció en televisión para pedir que cesaran unas «manifestaciones ilegales», las cuales calificó «hechos antidemocráticos». Cerca de media hora después, compareció Alfredo Pérez Rubalcaba el cual afirmó que «los ciudadanos españoles se merecen un gobierno que no les mienta, un gobierno que diga siempre la verdad».
Al día siguiente, el pueblo español se volcó con su cita a las urnas. La participación llegó casi al 78 % del censo. El PSOE logró 164 escaños (42,64 %) y más de diez millones de votos y el PP pasó de la mayoría absoluta a la oposición con 148 escaños (37,64 %). En esa jornada electoral, Rajoy le espetó a Aznar la siguiente frase: «¡Tú y tu maldita guerra!».
El 7 de octubre de 2004, Rajoy afirmó en un foro del diario El Mundo que él «no creía que los detenidos por el 11-M organizaran los atentados».

## Líder de la oposición (2004-2011)

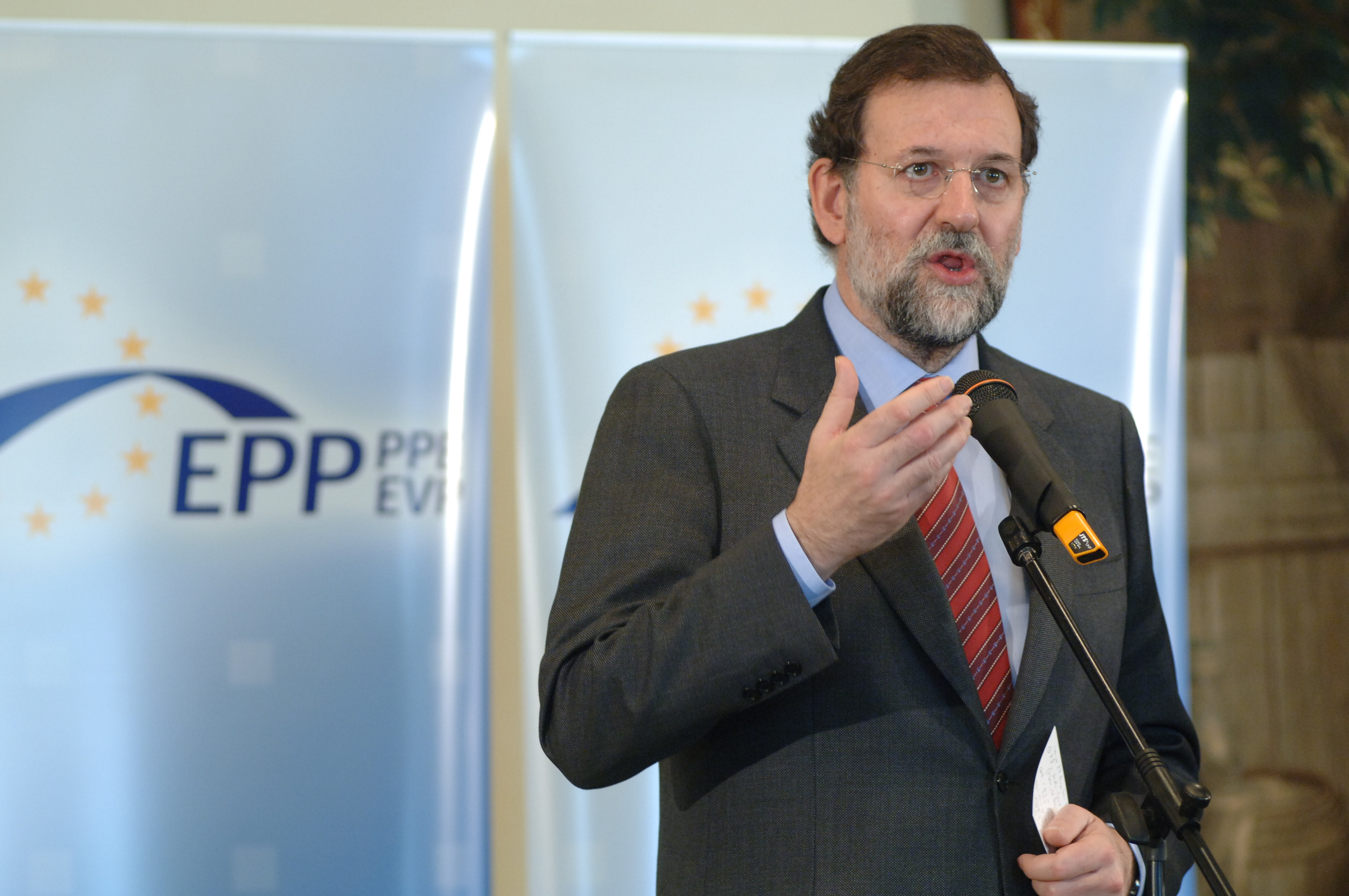
Mariano Rajoy en un Congreso del Partido Popular Europeo en 2006.

El 2 de octubre de 2004, en el XV Congreso del Partido Popular, Mariano Rajoy fue elegido presidente de la formación por un 98,37 % de los votos de los compromisarios.
En su primera etapa como líder de la oposición (2004-2008), significó en el plano político la vuelta a la crispación. Dos fueron los temas que se utilizaron a fondo para destacar la acción gubernamental: el primero fue la política antiterrorista y el proceso de paz en el País Vasco y el segundo la reforma del Estatuto de Autonomía de Cataluña.
El 1 de diciembre de 2005 sufrió un accidente de helicóptero en la plaza de toros de Móstoles, junto con la presidenta de la Comunidad de Madrid, Esperanza Aguirre, del que salió prácticamente ileso. Solo sufrió una fractura en un dedo y una luxación en otro.
Menos de un mes después, el día 11, el diputado popular Vicente Martínez-Pujalte se convertía en el primer diputado expulsado del pleno del Congreso de los Diputados desde 1976.
El 7 de junio, Rajoy anunció que el Partido Popular «rompía toda relación con el ejecutivo socialista» (por primera vez en la democracia ocurría esto) porque el gobierno de Zapatero aceptó dialogar con Batasuna.
El 5 de marzo de 2007, Rajoy convocó para el día 10 una manifestación bajo el lema «España por la libertad; no más cesiones a ETA» como rechazo por la concesión por parte del gobierno de Zapatero del segundo grado penitenciario al etarra José Ignacio de Juana Chaos (autor de 25 asesinatos). Cinco días después, se celebró en Madrid la mayor manifestación jamás convocada por un solo partido político en España.
Respecto al matrimonio entre personas del mismo sexo, el Partido Popular interpuso un recurso ante el Tribunal Constitucional, que se resolvió el 6 de noviembre de 2012, siete años después de su tramitación, con 8 votos a favor del matrimonio homosexual y 3 en contra.
En octubre de 2007, Rajoy fue el centro de una polémica tras hacer una reflexión que minimizaba la previsión a largo plazo de los efectos del cambio climático, originada a raíz de una conversación con su primo. Numerosos representantes políticos y organizaciones ecologistas no tardaron en mostrar un fuerte rechazo a estas opiniones, que fueron rectificadas por el propio Rajoy unos días más tarde.

### Elecciones generales de 2008
El 9 de marzo de 2008, se celebraron las décimas elecciones generales desde la reinstauración de la democracia en España. En ellas volvió a vencer el PSOE —con Rodríguez Zapatero como candidato a la reelección presidencial— con 169 escaños que por primera vez en su historia superaba los 11 millones de votos. El Partido Popular logró más de un 40 % de los votos y 154 diputados —el mejor resultado obtenido nunca por un partido que estaría en la oposición—. Este hecho se alcanzó porque en su principal feudo: la Comunidad de Madrid logró cerca del 49,2 % de votos —18 diputados y 100 000 votos más respeto a la cita electoral de hace cuatro años—. Pese a no haber logrado la victoria para llegar a la Moncloa, el PP logró ser la fuerza más votada en el Senado con 101 senadores de los 208 que lo conforman. Entre las dos fuerzas políticas más importantes de España sumaron 322 de los 350 diputados que componían el Congreso de los Diputados. Significó el mayor apogeo del bipartidismo.
Dos días después, el martes 11, Rajoy anunció en la sede del Partido Popular que seguiría al frente del partido y que optaría a la reelección como presidente de la formación y con ello como potencial candidato para las próximas elecciones generales que previsiblemente serían en 2012. Ante la afirmación de que con él como candidato el PP había perdido dos citas electorales, Rajoy recurrió a que «también las tuvieron (dos derrotas electorales) Felipe González y Aznar y ahí están». Debido a ello, diversos medios afines (como la cadena de radio COPE o el diario El Mundo) pusieron en tela de juicio la continuidad de Rajoy como jefe del partido y de la oposición.

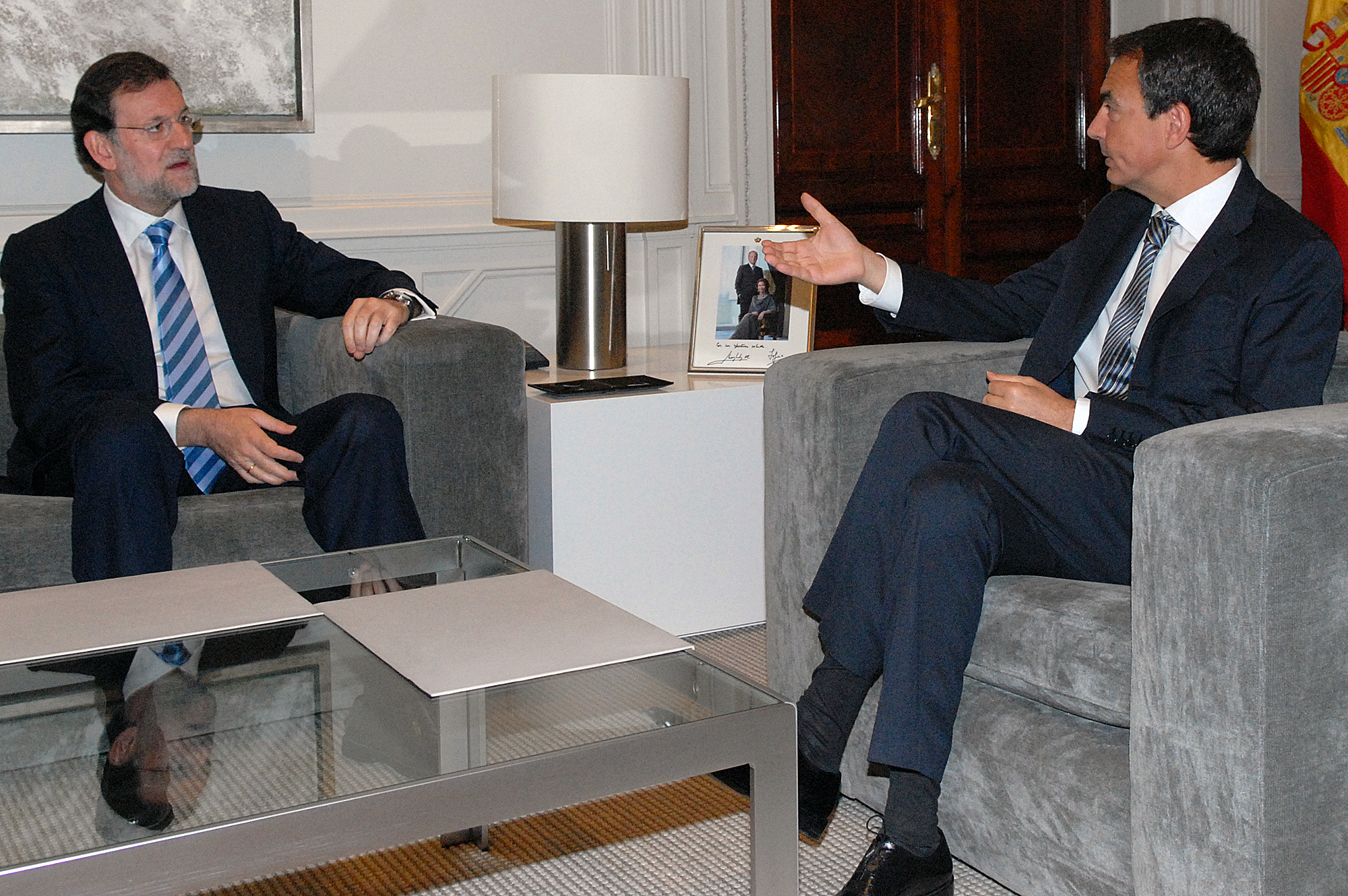
Zapatero y Mariano Rajoy tras un encuentro entre ambos realizado el 5 de mayo de 2010 en el Palacio de la Moncloa

Rajoy y Esperanza Aguirre entraron en una guerra abierta por la presidencia del partido. Esta estalló cuando Aguirre afirmó el 8 de abril «que daría batalla para que el PP se presente como una opción abierta y liberal». Once días después, Rajoy le contestó diciendo: «si alguien se quiere ir al partido liberal o al conservador, que se vaya». A esta frase le respondió el entonces vicepresidente primero de la Comunidad de Madrid, Ignacio González: «¿Qué sería del PP si se marchan liberales y conservadores?». Aguirre ante la falta de apoyos suficientes aplazó sus pretensiones.
El 21 de mayo, tras una reunión con Rajoy, María San Gil abandonó la presidencia y el grupo del PP del País Vasco. Rajoy respondió con una actitud de total indiferencia hacia la acción de San Gil (la cual una semana antes había hecho pública su desconfianza hacia él).
Al día siguiente, abandonó el partido del que era militante desde 1987, José Antonio Ortega Lara, que sufrió el secuestro más largo parte de la organización terrorista ETA —532 días— en condiciones de vida infrahumanas por la conducta de Rajoy con María San Gil y en solidaridad con ella. El día 23, Rajoy afirmó «que quería un partido que tenga doce o trece millones de votos, y no dos millones de votos», en clara evasiva al locutor de la cadena COPE, Federico Jiménez Losantos, cada vez más crítico con él.

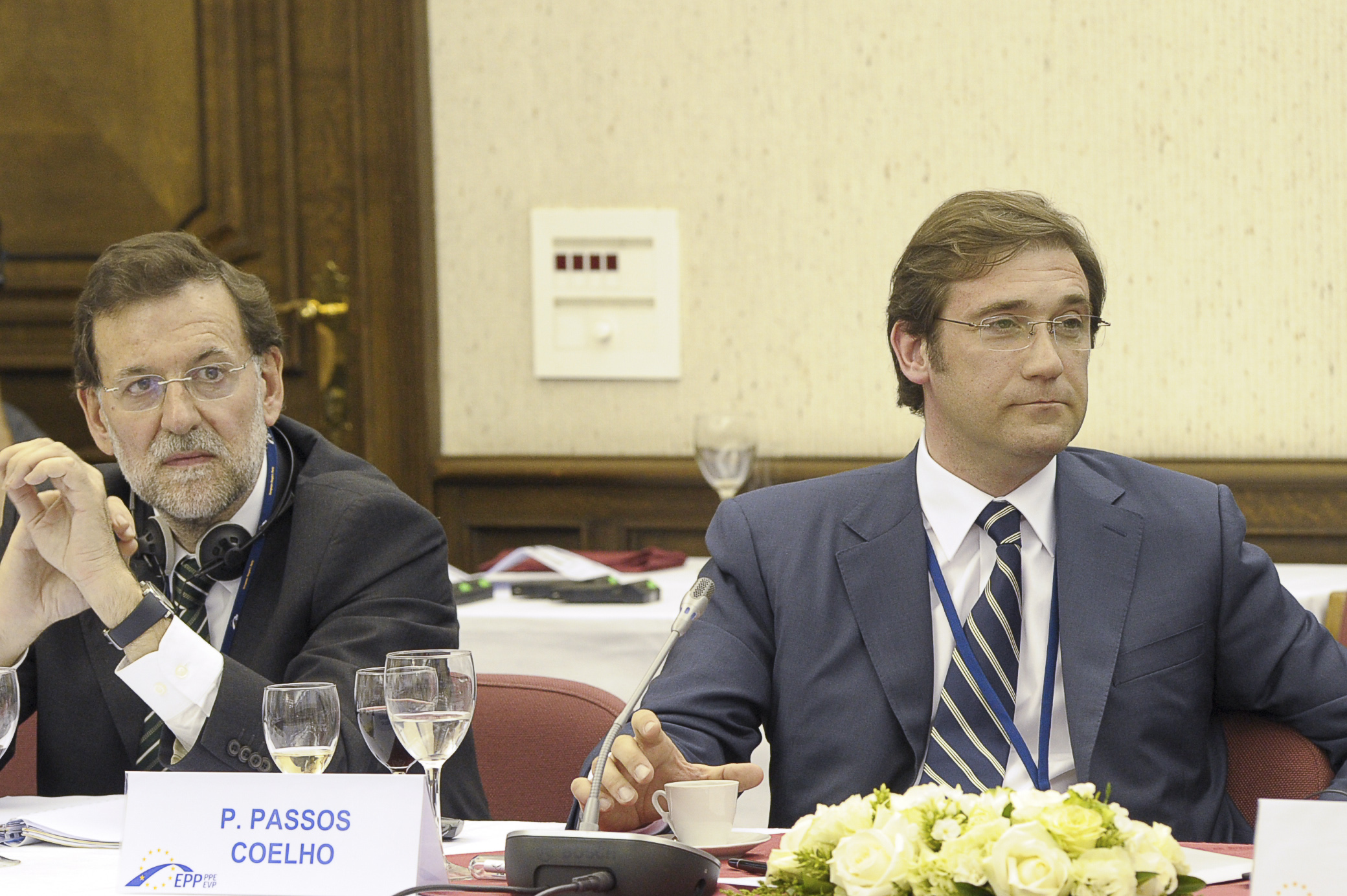
Rajoy junto al que sería primer ministro de Portugal, Pedro Passos Coelho

El 26 de mayo, en un artículo publicado en El Mundo, Gabriel Elorriaga (director de comunicación del PP y coordinador de la campaña electoral de Rajoy) pedía «un liderazgo renovado, sólido e integrador y eso es algo que, aunque me pese, Mariano Rajoy no está en condiciones de ofrecer».
En esos días, con la mayoría del apoyo de los barones regionales a Rajoy, empezó a sonar con fuerza el exministro Juan Costa, como posible candidato alternativo. Costa recriminó en el Comité Ejecutivo Nacional a Rajoy que existe una crisis «de ilusión» entre las bases, pero el 9 de junio, se acababa la incertidumbre, confirmando que no se presentaría. Eso sí, su renuncia vino acompañada de una petición: más democracia interna y un nuevo líder en el PP. La mayoría de sus compañeros guardó silencio, salvo Manuel Fraga, que no dudó en afirmar que Costa no se presentaba porque «sabía que perdía».
El 19 de junio, se anunció que la presidenta del PP en Castilla-La Mancha y diputada, María Dolores de Cospedal sería la secretaría general del partido en sustitución de Ángel Acebes. Los vicesecretarios serían Ana Mato (Organización), Esteban González Pons (Comunicación y Portavoz) y Javier Arenas (Territorial). En su nuevo equipo figuraron el alcalde de Madrid, Alberto Ruiz-Gallardón; el vicealcalde Manuel Cobo; la concejala Ana Botella; la presidenta de la Asamblea, Elvira Rodríguez, y los consejeros Alfredo Prada, Lucía Figar, Manuel Lamela y Juan José Güemes. En la cúpula del PP, se mantuvieron los nombres que ocupaban el anterior equipo de Dirección, al que se incorporaron Federico Trillo, en sustitución de Ignacio Astarloa. Quedó fuera la voz más crítica; Esperanza Aguirre.

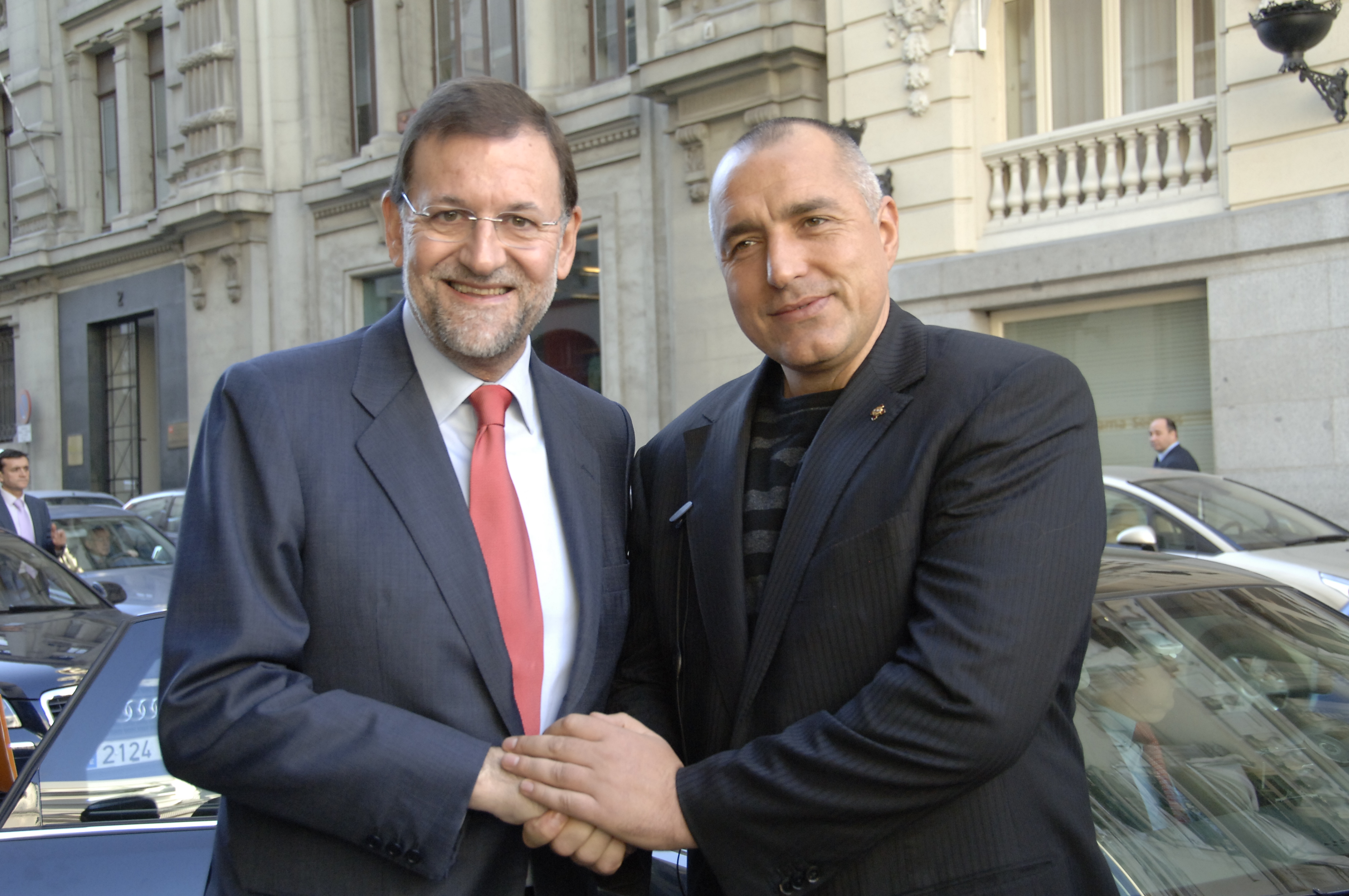
Rajoy con Boiko Borísov, futuro primer ministro de Bulgaria, en Madrid en el mes de febrero de 2008.

Al día siguiente y hasta el día 22 de junio se celebró en Valencia el XVI Congreso del Partido Popular, hacia 18 años que no se celebraba fuera de Madrid cuando José María Aznar fue elegido presidente del partido en Sevilla. Resaltar, que ya empezaba a ser visible el distanciamiento entre Aznar y Rajoy —que concluiría con el expresidente del Gobierno a abandonar la presidencia de honor del Partido Popular en 2016— por detalles como saludarle fríamente, o por su discurso en el Congreso en que apoyaba de manera «responsable» a Rajoy, para después decirle que María San Gil y José Antonio Ortega Lara «deben seguir formando parte» del PP.
Rajoy fue reelegido presidente del Partido Popular con el apoyo del 78,8 % de los compromisarios acreditados, obteniendo el menor respaldo desde la refundación del partido en 1990.
En el mes de octubre, se vio envuelto en dos polémicas. En el día 11, se hizo pública —al haberse olvidado apagar su micrófono— esta frase de Rajoy: «Este domingo tengo el coñazo del desfile (del día de la Fiesta Nacional)... en fin, un plan apasionante». Lo que resultó paradójico ya que el año anterior publicó un vídeo llamando a celebrar la fiesta nacional a todos los españoles. Cuatro días después, el canal de televisión La Sexta emitió una imagen de Rajoy cuando la presentadora pronunciaba la palabra «payaso». Resaltar que el 19 de junio, los GEO detuvieron a un primo de Rajoy por formar parte de una banda que había secuestrado a un empresario gaditano.
Al año siguiente, el 6 de febrero, la opinión pública conocía el denominado caso Gürtel; una trama de corrupción que afectaba al Partido Popular. El juez Baltasar Garzón ordenó la detención de cinco personas, entre ellas destacaría Francisco Correa.

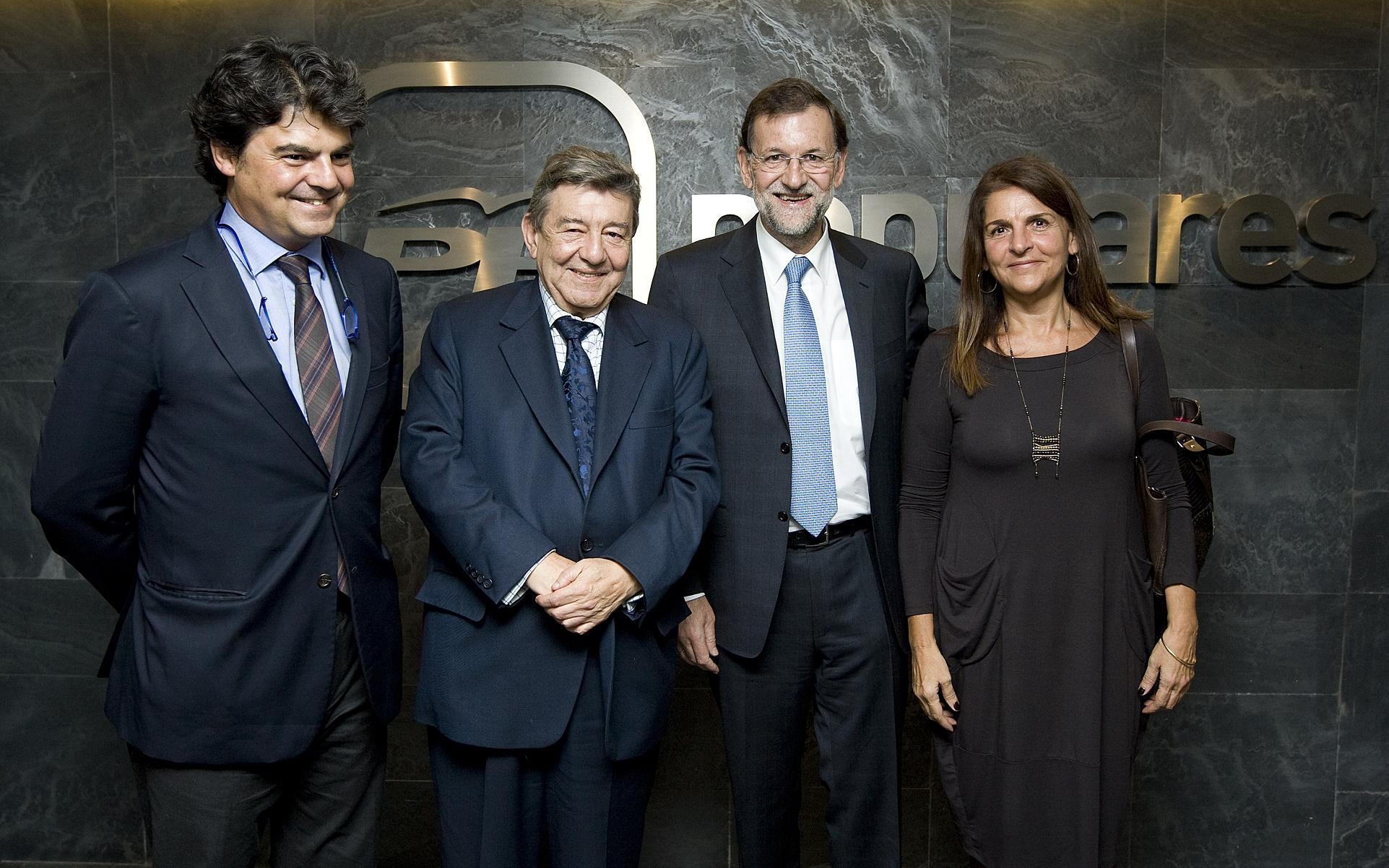
El canciller del Perú, Rafael Roncagliolo, en un encuentro con Mariano Rajoy.

Además en ese año 2009 hubo tres convocatorias electorales en el Estado: La única de ámbito nacional fueron las elecciones al Parlamento Europeo del 7 de junio en las que se empezaba a hacer palpable el desgaste que empezaba a sufrir el Gobierno de Zapatero por la crisis económica y los más de tres millones y medio de desempleados. En esta cita con las urnas, el Partido Popular con Jaime Mayor Oreja como cabeza de lista vencía por más de medio millón de votos al PSOE a pesar de superar solo a los socialistas por dos escaños —23 a 21—. Por comunidades autónomas, el PP logró la victoria en 11 de ellas, además de en Ceuta y Melilla. El 1 de marzo fueron las elecciones autonómicas en Galicia y en el País Vasco. En Galicia, el Partido Popular encabezado por Alberto Núñez Feijóo volvería cuatro después a gobernar la Junta al vencer por mayoría absoluta al bloque bipartito compuesto por el PSdG y el BNG. En el País Vasco volvía a ganar el PNV, pero la suma de los partidos constitucionalistas: PSE, PP y UPyD (que por primera vez ocuparía un escaño en el Parlamento de Vitoria) daba la mayoría absoluta (38 diputados) en la Cámara vasca. El día 30 de marzo, se hizo público un acuerdo entre el PSE y el PP que tuvo por nombre «Bases para el cambio democrático al servicio de la sociedad vasca» en el cual los populares apoyarían la investidura del socialista Patxi López como el primer Lehendakari no nacionalista en 30 años, quien fue investido el 5 de mayo.
En el ocaso del año 2009, en una encuesta publicada por el CIS dejó un dato de gran relevancia: Rajoy generaba poca o ninguna confianza entre un 80,2 % de los encuestados.
El 12 de mayo de 2010, el presidente del Gobierno, Rodríguez Zapatero anunció en sesión en el Congreso el mayor plan de ajuste económico en democracia: se reducía el salario de los funcionarios en un 5 % y los congelaría en 2011, junto a las pensiones. Asimismo, el Estado recortó un total de 6000 millones de euros en inversiones, suprimió el cheque bebé y redujo el gasto en ayuda al desarrollo en 600 millones. Estas medidas fueron fuertemente criticadas por la oposición, tanto desde el PP como desde grupos minoritarios como el PNV, IU, ERC o UPyD, que acusaron al Gobierno de hacer pagar la crisis a los más débiles y calificaron el recorte de "injusto", "insuficiente" e "improvisado".

### Elecciones generales de 2011
El 22 de mayo de 2011, se celebraron elecciones municipales en todo el Estado y regionales en 13 comunidades autónomas. En ellas el PSOE sufrió los peores resultados desde la reinstauración de la democracia, todo lo contrario que el Partido Popular que obtuvo el mejor resultado de su historia lo que se tradujo en una España prácticamente gobernada por el partido de centro-derecha. El PP reforzó su mayoría absoluta en la Comunidad de Madrid —la candidata y en ese entonces presidenta de la Comunidad, Esperanza Aguirre logró 72 escaños y más del 50 % de votos—, Comunidad Valenciana, Región de Murcia, La Rioja, Ceuta, Melilla y Castilla y León y llegó al poder en Cantabria, Islas Baleares y Aragón. Destacar que por primera vez en su historia, el PP gobernaría en dos «feudos socialistas»: Castilla-La Mancha y Extremadura. La debacle socialista también se repitió en las municipales. En las ocho capitales de provincia de Andalucía, la Comunidad que se la apodaba como el «granero socialista», logró vencer las candidaturas populares, mencionar que el PP lograba ganar por primera vez en la etapa democrática en Córdoba —«feudo comunista»— y volvía al poder doce años después, con Juan Ignacio Zoido como alcalde, en Sevilla.
El 29 de julio, el presidente del Gobierno, Rodríguez Zapatero compareció en rueda de prensa tras el último Consejo de Ministros del semestre y anunció la convocatoria de elecciones generales anticipadas para el 20 de noviembre del mismo año, era la séptima vez que tenía lugar un adelanto electoral desde la primera cita del pueblo español con las urnas en 1977.
El 23 de agosto, el presidente del Gobierno, Rodríguez Zapatero anunció por sorpresa una reforma constitucional para incluir límites al gasto público. El 2 de septiembre, únicamente el PSOE y el PP votaron a favor de la reforma del artículo 135.
El 20 de octubre de 2011, un mes antes de celebrarse las elecciones se produjo una de los hechos más esperados desde la instauración de la democracia en España; la banda terrorista ETA anunciaba «el cese definitivo de la lucha armada».
El 7 de noviembre se celebró un único debate televisado entre los dos candidatos de las dos mayores fuerzas políticas del país: Rajoy por el PP y Alfredo Pérez Rubalcaba por el PSOE.
En las elecciones generales anticipadas del 20 de noviembre de 2011 para el Parlamento de la X Legislatura, el Partido Popular resultó vencedor al recibir más de 10,7 millones de votos (44,62 %) y lograr una mayoría absoluta de 186 escaños. Con ese resultado, superó en número de escaños y de votos a la mayoría absoluta del Partido Popular en las elecciones de 2000, con Aznar como candidato.

## Presidente del Gobierno (2011-2018)

### Primer gobierno (2011-2015)

#### Crisis económica y malestar social (2012-2013)

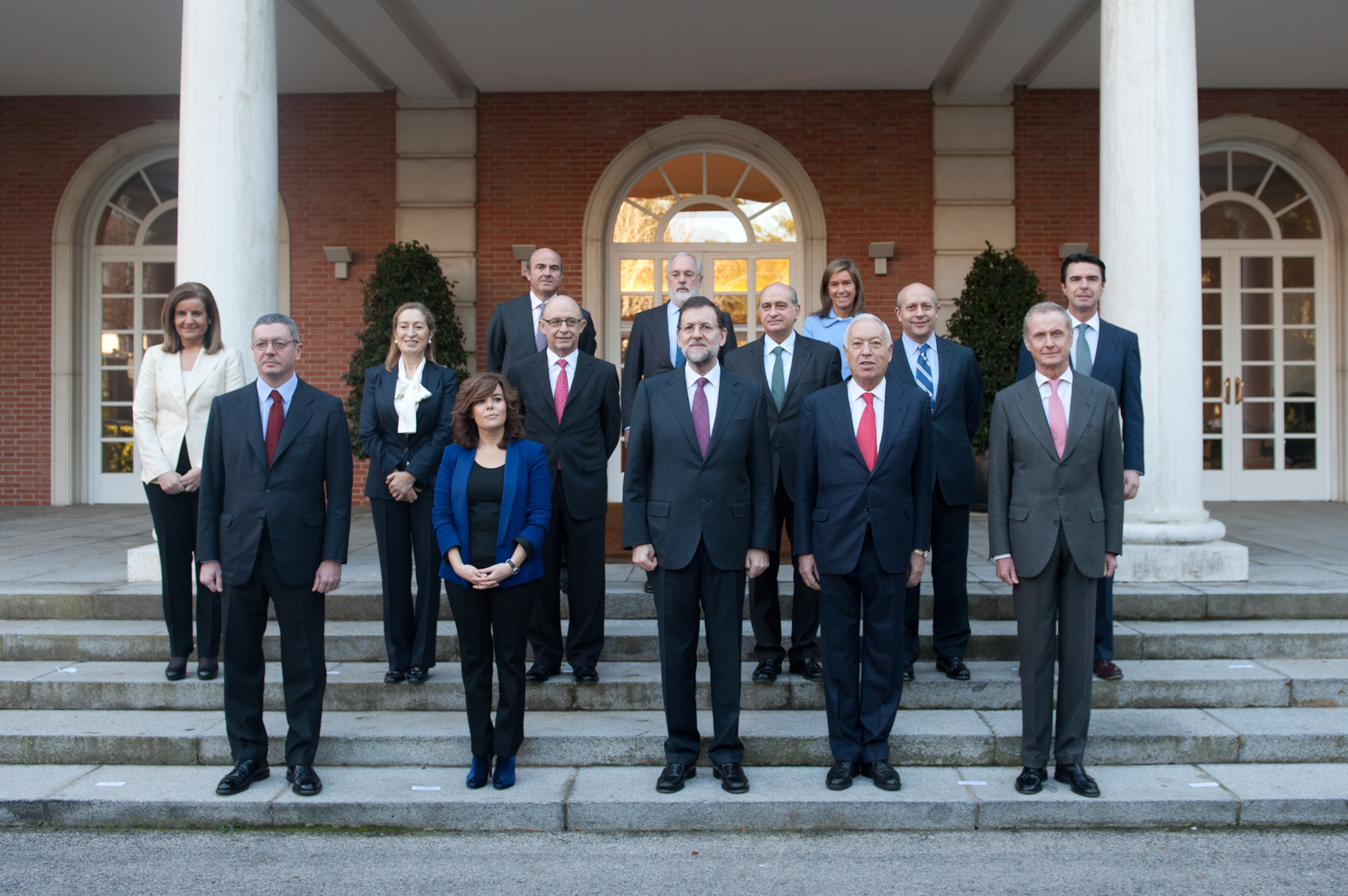
Rajoy posa ante los medios de comunicación en el exterior del Palacio de la Moncloa junto a los 13 ministros de su gobierno en diciembre de 2011.

El 20 de diciembre de 2011 Mariano Rajoy fue investido presidente del Gobierno y el 21 juró su cargo ante el rey. El día 30, nada más constituirse, el nuevo gabinete —con Soraya Sáenz de Santamaría como vicepresidenta y portavoz y con Luis de Guindos y Cristóbal Montoro al frente de los ministerios de Economía y Competitividad y de Hacienda y Administración Pública, respectivamente— acordó una fuerte reducción del gasto público para controlar el déficit presupuestario —que superaba el 8 % del PIB, por encima del límite pactado por Rodríguez Zapatero con la Comisión Europea— y una subida del IRPF y del IBI —incumpliendo la promesa electoral de Rajoy de no elevar la presión fiscal—, continuando así con las políticas de ajuste del gobierno anterior y con las «reformas estructurales», la más importante de las cuales fue la reforma laboral diseñada por la ministra de Empleo Fátima Báñez y aprobada por el gobierno en febrero de 2012. La reforma laboral fue rechazada por los sindicatos que convocaron una huelga general para el 29 de marzo de 2012, que fue seguida siete meses después por la huelga general europea de 2012. El 25 de septiembre de 2012, tuvo lugar una gran manifestación llamada Rodea el Congreso (25S) para intentar de una manera simbólica rodear el Congreso de los Diputados de Madrid. Al final, acabó en una batalla campal con 64 heridos y 35 detenidos. Las imágenes de la actuación policial (con varias cargas de gran brutalidad) dieron la vuelta al mundo.
Para reducir el déficit el gobierno no solo recortó el gasto público —los sueldos de los funcionarios siguieron congelados así como las oposiciones, por lo que no se cubrirían las jubilaciones; se recortaron los beneficiarios de la Ley de dependencia; no se aumentó el salario mínimo interprofesional; se disminuyeron las subvenciones a los partidos políticos, sindicatos y patronales; etc.— sino que también acordó subidas de impuestos en contra de lo que había prometido en la campaña electoral. En cuanto a las pensiones decretó un mínimo aumento de 1 %, para diferenciarse de la congelación decidida por el gobierno de Zapatero en mayo de 2010.
Las políticas de ajuste tuvieron un efecto negativo en la actividad económica provocando la segunda recesión de la crisis económica que tuvo mayor duración que la primera de 2009, ya que abarcó desde el último trimestre de 2011 hasta el segundo de 2013, lo que se tradujo en un aumento del desempleo en un millón de personas desde que el PP comenzó a gobernar —de 5 273 600 parados en diciembre de 2011, un 22,85 % de la población activa, se pasó al récord histórico de 6 202 700 parados en marzo de 2013, situándose la tasa de paro en el 27,1 % y la tasa de paro juvenil en el 57,22 %—.
En abril de 2012 el gobierno anunció un recorte adicional del gasto en educación y sanidad de 10 000 millones de euros, lo que levantó las protestas de los sectores afectados. El 26 de junio, Sanidad estableció el copago sanitario, que implicaba que, a excepción de casos concretos, todos los ciudadanos tendrían que pagar un porcentaje de los medicamentos que compraban. Destacar, que por primera vez los jubilados deberían hacer frente al pago de medicinas, un 10 % del precio del producto. El 22 de mayo de 2012 tenía lugar la primera huelga educativa general de la historia de España. Solo tres días después, el 25 de mayo, se conoció que Bankia, nacionalizada dos semanas antes, necesitaría una inyección de 19 000 millones de euros de dinero público para ser saneada, poniendo en evidencia la fragilidad del sistema bancario español. El 9 de junio el ministro de economía Luis de Guindos anunciaba que España iba a pedir un rescate financiero a la Unión Europea por un valor máximo de 100 000 millones de euros para sanear las cajas de ahorros con problemas, aunque se negó a utilizar el término «rescate» y prefirió el de «crédito en condiciones muy favorables». Lo mismo hizo el presidente Mariano Rajoy en su intervención del día siguiente que utilizó el término «línea de crédito».
A pesar de todo, las duras políticas de ajuste y de «reformas estructurales» aplicadas por el gobierno no consiguieron detener la escalada de la prima de riesgo que en julio de 2012 superó los 600 puntos básicos respecto del bono alemán, un nivel que hacía prácticamente imposible la financiación de la deuda española en los mercados, por lo que parecía inevitable que el gobierno pidiera el «rescate europeo» como habían hecho ya Grecia, Irlanda y Portugal. El 11 de julio el presidente Rajoy dijo en el Congreso de los Diputados:

Los españoles hemos llegado a un punto en que no podemos elegir entre quedarnos como estamos o hacer sacrificios. No tenemos esa libertad. Las circunstancias no son tan generosas. La única opción que la realidad nos permite es aceptar los sacrificios y renunciar a algo; o rechazar los sacrificios y renunciar a todo.

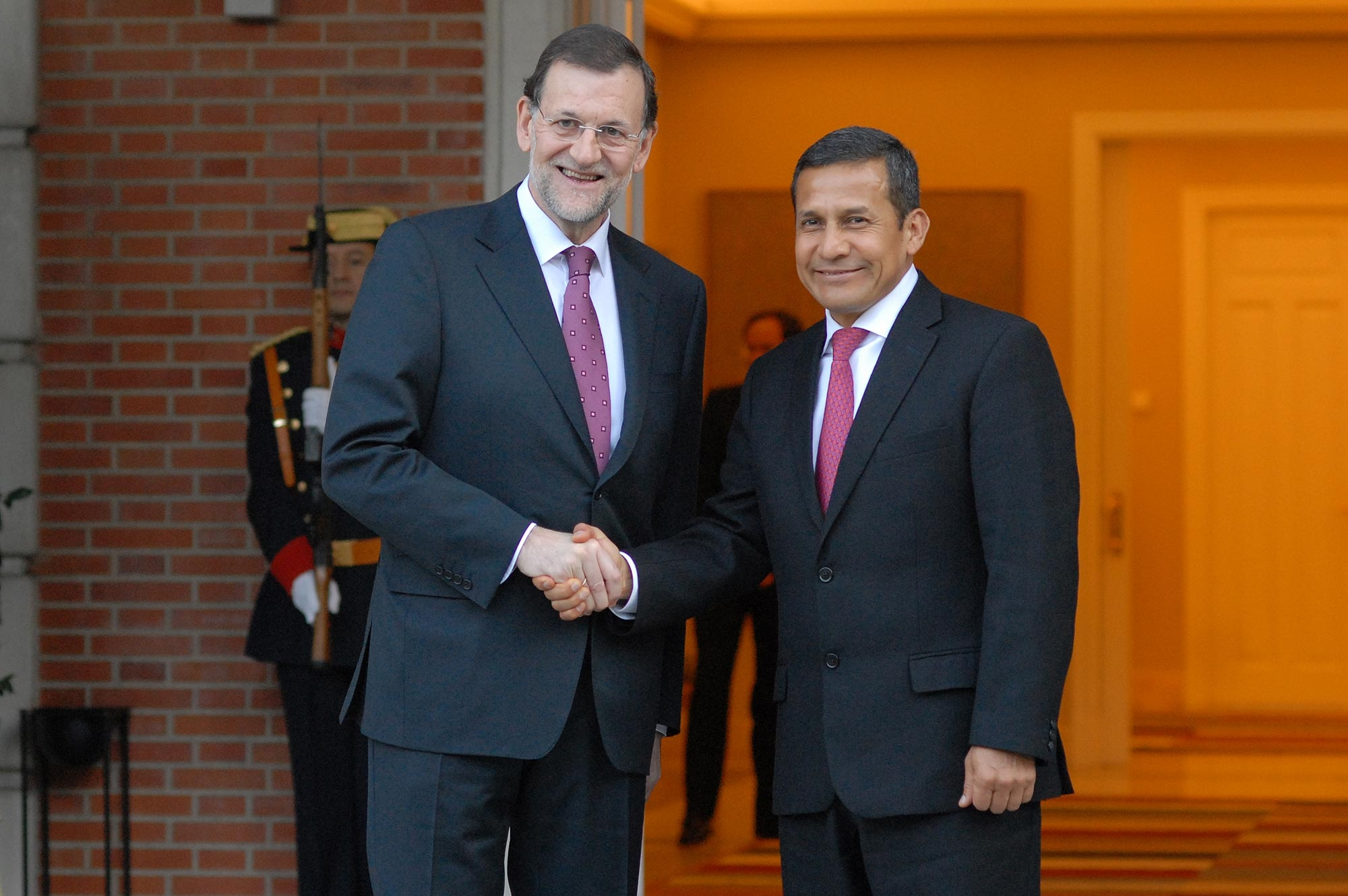
Rajoy en un apretón de manos con el presidente de Perú, Ollanta Humala, en la entrada a la Moncloa. Enero de 2012.

Estas palabras fueron dichas un día después de que el Eurogrupo acordara las condiciones para el rescate del sistema bancario español y de que el Ecofin aprobara flexibilizar los objetivos de déficit para 2012 exigiendo a cambio al gobierno español que realizara de forma inmediata más ajustes para alcanzar ese objetivo, Rajoy presentó en el Congreso de los Diputados el mayor ajuste de la historia de la democracia: 65 000 millones de euros en dos años. Para alcanzar ese objetivo anunció la subida del IVA, habiendo prometido en campaña electoral que no se haría efectiva esta medida y criticado que lo hiciera el anterior gobierno; la supresión de la paga extra de Navidad a los funcionarios; la reducción en un 10 % del subsidio de desempleo a partir del sexto mes de percepción; la eliminación de la desgravación por vivienda en el IRPF; el aumento de los impuestos medioambientales, entre otras medidas.
Sin embargo, el 26 de julio de 2012, ante el peligro de colapso de toda la zona euro —la prima de riesgo de Italia también se había disparado, y España e Italia eran «demasiado grandes para caer» (too big to fail)— intervino el presidente del Banco Central Europeo Mario Draghi para asegurar que el BCE iba a hacer todo lo que estuviera en su mano para sostener el euro, comportándose por fin como prestamista en última instancia —las palabras de Draghi fueron: «el BCE hará todo lo necesario para sostener el euro. Y, créanme, eso será suficiente»—. Inmediatamente la presión de los mercados sobre la deuda se relajó y las primas de riesgo española e italiana comenzaron a descender, alejándose la amenaza del rescate.
El 21 de octubre de 2012, se llevaron a cabo elecciones autonómicas anticipadas en el País Vasco y Galicia. En Euskadi, venció el PNV de Iñigo Urkullu sin alcanzar la mayoría absoluta. EH Bildu fue la segunda fuerza más votada al conseguir 21 escaños. En Galicia, Alberto Núñez Feijoo (PP) fue reelegido presidente de la Junta de Galicia por mayoría absoluta.

#### Proceso soberanista de Cataluña y crisis política (2013-2014)
Junto a la crisis económica, el otro gran problema al que tuvo que hacer frente el gobierno de Mariano Rajoy fue el «desafío soberanista» de Cataluña. El crecimiento del independentismo catalán tras la sentencia del Tribunal Constitucional sobre el Estatuto de autonomía de Cataluña de 2006, que motivó una gran manifestación de rechazo celebrada en Barcelona el 9 de julio de 2010 bajo el lema Som una nació, nosaltres decidim, se puso claramente en evidencia en la gran manifestación convocada en Barcelona el 11 de septiembre de 2012, Diada de Cataluña, con el lema Catalunya, nou estat d'Europa y organizada por la autodenominada Asamblea Nacional de Cataluña. Dos semanas después el Parlament de Cataluña aprobaba una resolución en la que instaba al Gobierno la celebración de una «consulta» en la que «el pueblo de Cataluña pueda determinar libre y democráticamente su futuro colectivo». A continuación el presidente de la Generalidad Artur Mas adelantó en dos años las elecciones al parlamento de Cataluña previstas para 2014 y estas se celebraron el 25 de noviembre. Aunque CiU perdió algunos diputados, tanto Esquerra Republicana como Iniciativa per Cataluña aumentaron su representación parlamentaria, y además la CUP entró en el Parlamento con tres diputados, por lo que se configuró en el Parlamento de Cataluña una mayoría «soberanista». Así el 23 de enero de 2013 el Parlamento aprobó la «Declaración de Soberanía y del derecho a decidir del Pueblo de Cataluña» cuyo artículo primero anuló el Tribunal Constitucional al año siguiente. El 11 de septiembre de 2013 una gran cadena humana unió de norte a sur el territorio de Cataluña en la que se llamó la «Vía Catalana hacia la Independencia» y tres meses después los partidos defensores de la «consulta» acordaron la pregunta y la fecha de la misma, fijada para el 9 de noviembre de 2014. En enero de 2014 el parlamento de Cataluña aprobó una moción por la que se solicitaba al Congreso de los Diputados la cesión de la competencia para la celebración del referéndum, pero el 8 de abril la petición fue rechazada por el pleno por una abrumadora mayoría.
El 3 de octubre, Rajoy se convirtió en el primer presidente occidental en visitar la ciudad japonesa de Fukushima tras sufrir el trágico accidente de su central nuclear el 11 de marzo de 2011.
El 21 de octubre de 2013, un fallo del Tribunal de Estrasburgo generó la anulación de la doctrina Parot. Al día siguiente, la etarra Inés del Río (condenada por 25 asesinatos) fue puesta en libertad. Cinco semanas después fueron excarcelados 56 etarras.

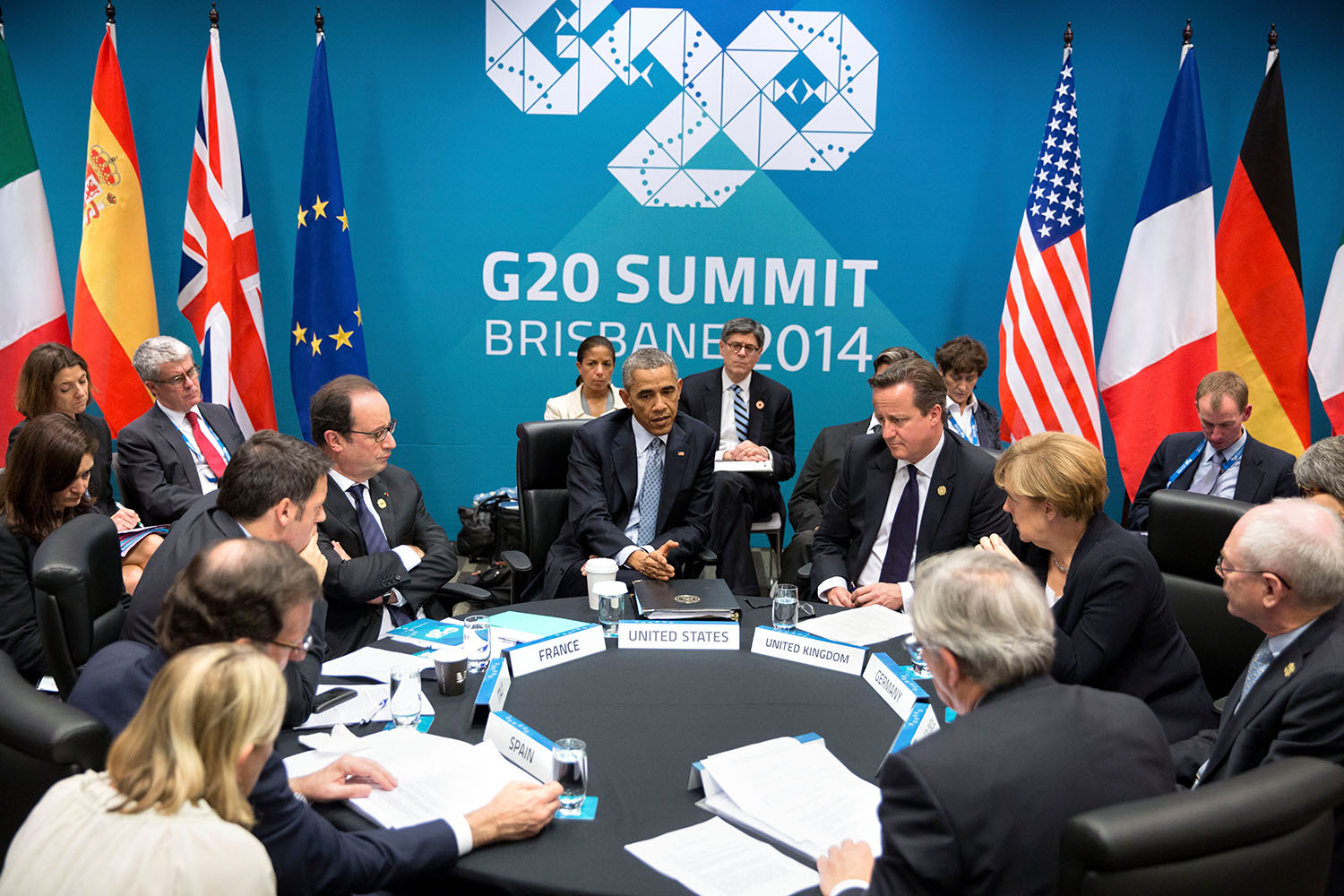
Rajoy (abajo a la izquierda) durante la reunión de líderes europeos del G20 en Brisbane (Australia) presidida por el presidente estadounidense Barack Obama.

En cuanto a la crisis política, la llegada al poder del Partido Popular no mejoró la percepción ciudadana sobre la política. En noviembre de 2012 el barómetro del CIS indicaba que el porcentaje de personas bastante o muy satisfechas con el funcionamiento de la democracia en España era inferior al 30 % cuando diez años antes, gobernando también el Partido Popular —pero en un periodo de fuerte crecimiento económico— estaba cercano al 60 %. Asimismo, muchas de las instituciones políticas sufrían una fuerte caída en la valoración de la opinión pública, como los partidos políticos, el Gobierno, el Congreso de los Diputados, los sindicatos y las organizaciones empresariales, todas ellas por debajo de la nota de 3 (en una escala de 0 a 10), según el barómetro del CIS de 2013, y de la que no se libraba la monarquía, valorada con un 3,68. El 6 de noviembre de 2014, se publicó una encuesta del CIS en la que Rajoy pulverizó el récord de impopularidad de Rodríguez Zapatero al conseguir un 2,31 de nota media.
La crisis política se puso aún más claramente en evidencia en las elecciones al Parlamento Europeo celebradas el 25 de mayo de 2014, en las que, por primera vez desde la recuperación de la democracia los dos partidos mayoritarios, PP y PSOE, no superaron el 50 % de los votos emitidos —el PP pasó de 24 a 16 escaños y el PSOE, de 23 a 14—, mientras crecían los minoritarios IU, UPyD y Cs e irrumpía un nuevo partido llamado Podemos, que consiguió cinco diputados. Al día siguiente, el secretario general del PSOE Alfredo Pérez Rubalcaba anunciaba la convocatoria de un congreso extraordinario del partido a celebrar en julio y en el que no se presentaría a la reelección. En las primarias resultaría elegido Pedro Sánchez como nuevo secretario general.

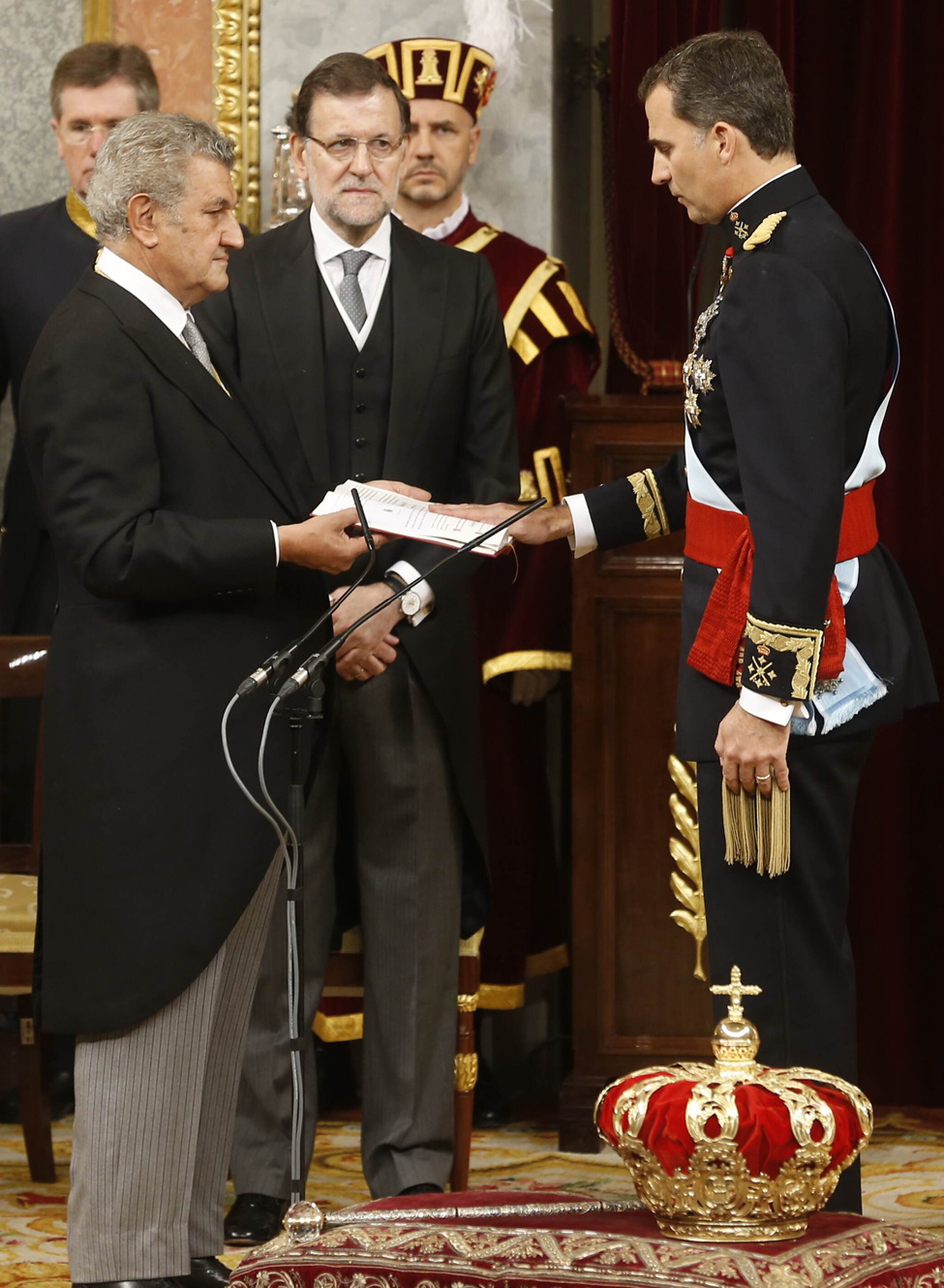
Felipe de Borbón jura la Constitución española ante las Cortes Generales para ser proclamado como rey de España (19 de junio de 2014).

El lunes 2 de junio de 2014 el rey Juan Carlos I anunciaba su abdicación, tras casi treinta y nueve años de reinado. La decisión la había tomado cinco meses antes, el 5 de enero, día de su cumpleaños, y se la había comunicado al presidente del Gobierno Mariano Rajoy el 31 de marzo. Ese mismo día en que el rey hizo pública su decisión de abdicar, hubo concentraciones en varias ciudades pidiendo la convocatoria de un referéndum para decidir la forma de gobierno. Esta reivindicación volvió a aparecer en el debate que se celebró en el Congreso de los Diputados el 11 de junio para aprobar la Ley Orgánica de Abdicación. Fue presentada y respaldada por las formaciones que votaron en contra de dicha ley: los 19 escaños que sumaban Izquierda Unida-Izquierda Plural, Geroa Bai, Compromís, Nueva Canarias, Esquerra Republicana de Catalunya y BNG. La ley fue finalmente aprobada por una abrumadora mayoría: 299 diputados del PP, PSOE, UPyD, Foro Asturias y Unión del Pueblo Navarro. El 18 de junio el rey Juan Carlos firmó la ley, lo que constituyó el último acto oficial de su reinado. Al día siguiente, Felipe VI era proclamado Rey de España por las Cortes Generales tras haber jurado la Constitución española de 1978.
A finales de julio, dos semanas después de que la ponencia del Parlamento catalán hubiera aprobado el proyecto de Ley de Consultas, que pretendía amparar el referéndum soberanista previsto para el 9 de noviembre, Mariano Rajoy y Artur Mas se entrevistaron en la Moncloa, sin llegar a ningún acuerdo.

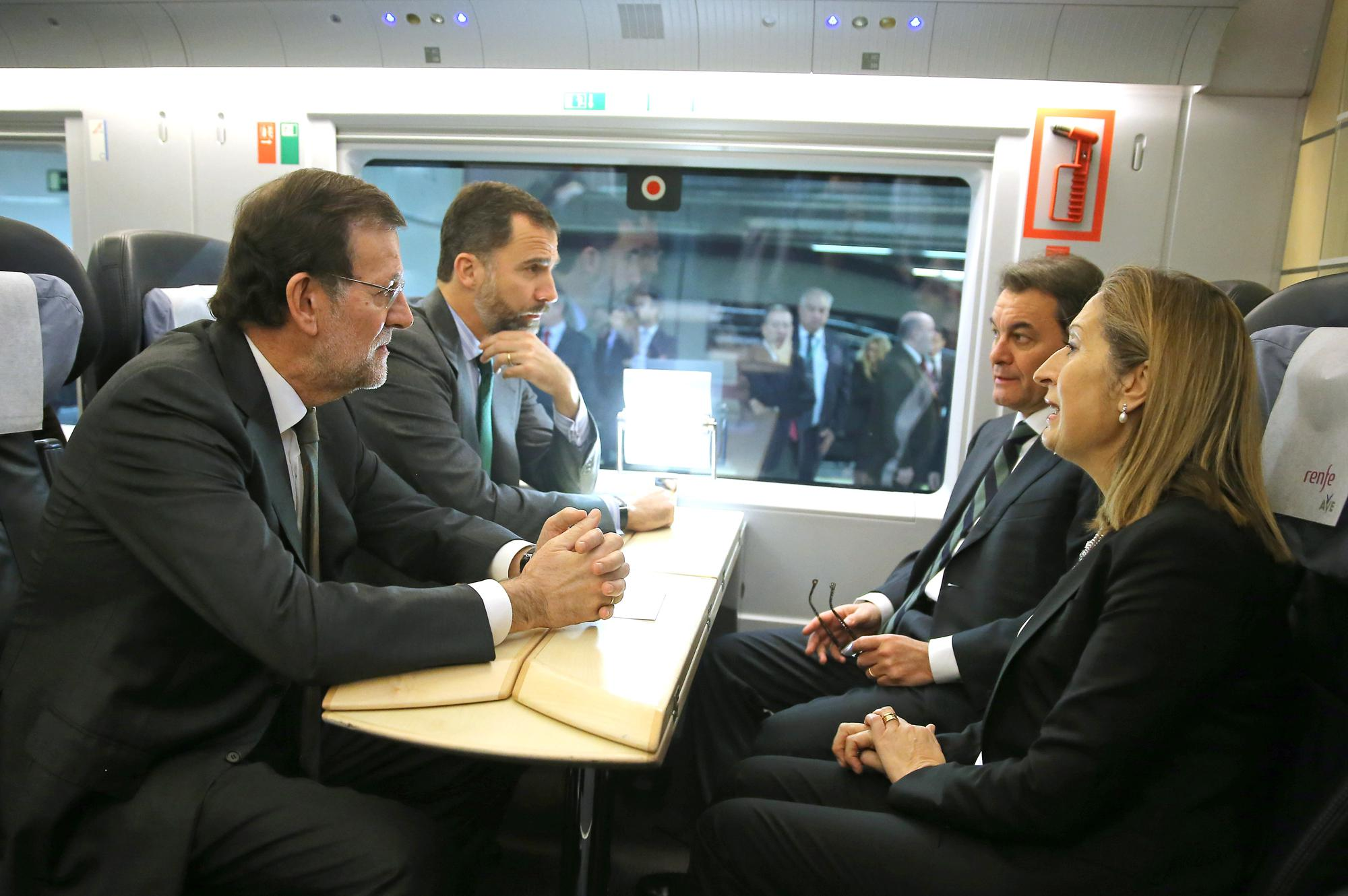
Rajoy junto a Felipe de Borbón, el presidente de la Generalidad Artur Mas y la ministra de Fomento, Ana Pastor en el viaje inaugural del AVE línea Barcelona-Figueres.

El 11 de septiembre tenía lugar en Barcelona una gran manifestación a favor de la celebración de la "consulta" del 9 de noviembre, pero el gobierno mantuvo su postura de oponerse a la misma por ser contraria a la Constitución y a las leyes. Por su parte el nuevo secretario general del PSOE Pedro Sánchez declaró: "No podemos continuar así, Rajoy y Mas deben sentarse".
A pesar de todo, el parlamento catalán siguió con la tramitación de la ley de consultas y la aprobó el 19 de septiembre, al día siguiente de la celebración del Referéndum para la independencia de Escocia de 2014 que levantó una enorme expectación en Cataluña. El presidente Mas la firmó, así como el decreto de convocatoria de la consulta del 9N el 27 de septiembre, al día siguiente de la comparecencia del expresidente de la Generalidad de Cataluña Jordi Pujol ante una comisión del Parlamento de Cataluña para explicar el asunto del dinero depositado en un banco de Andorra desde hacía 34 años y que no había sido declarado a Hacienda, pero el gobierno reaccionó inmediatamente y presentó un recurso ante el Tribunal Constitucional que lo admitió a trámite por lo que el 29 de septiembre quedaron suspendidos cautelarmente la ley y el decreto.
Al día siguiente, la Generalidad suspendía la campaña institucional del 9N, pero solo dos días después el presidente Artur Mas firmaba el decreto de nombramiento de los miembros de la Comisión de Control de la consulta suspendida por el Tribunal Constitucional, que también fue inmediatamente recurrido por el gobierno, mientras que las fuerzas políticas que apoyaban la «consulta» se reunían con el presidente Mas para acordar seguir adelante a pesar de la suspensión del Tribunal Constitucional.
El 13 de octubre el presidente Mas reconocía que no podría celebrarse la consulta del 9N por falta de garantías legales, pero al día siguiente anunciaba que el 9-N se celebraría un proceso de participación ciudadana amparándose en la parte de la Ley de consultas de Cataluña que no había sido suspendida por el Tribunal Constitucional. Finalmente el 9 de noviembre se celebró el proceso participativo sobre el futuro político de Cataluña de 2014 sin que se produjeran incidentes.

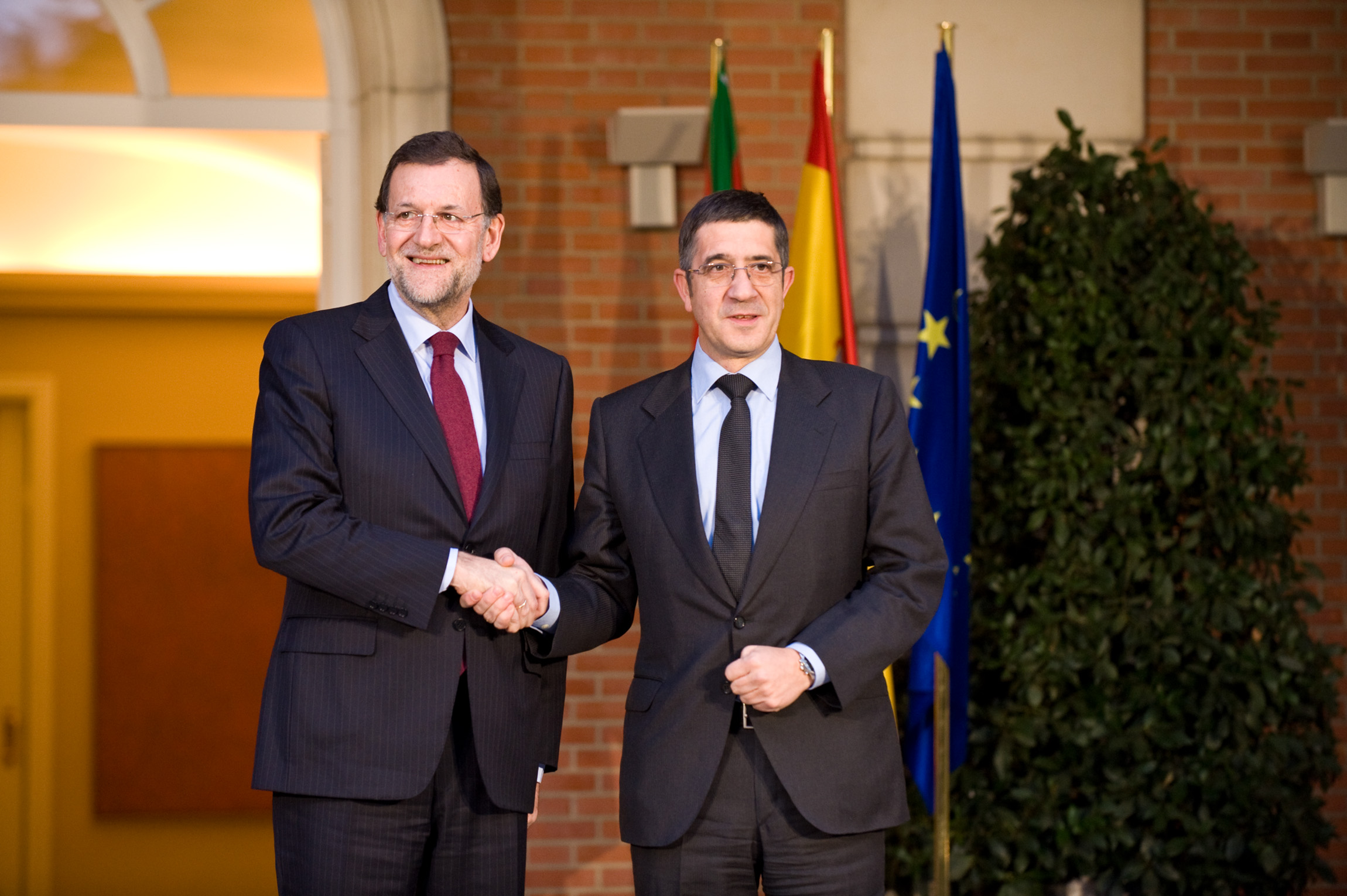
Rajoy con el lendakari del País Vasco, Patxi López, en la entrada del palacio de la Moncloa. 27 de enero de 2012.

Semana y media después, la Fiscalía General del Estado presentó una querella contra Artur Mas, y contra la vicepresidenta Joana Ortega y la consejera de Educación Irene Rigau, por un presunto delito de desobediencia, que el 22 de diciembre fue admitida a trámite por el Tribunal Superior de Justicia de Cataluña.
El 30 de enero de 2013, el diario El País dio a conocer una serie de documentos que presuntamente implicaban a Rajoy en una trama de corrupción política. Según este diario, tanto Rajoy como otros cargos del partido recibieron de los extesoreros del Partido Popular Álvaro Lapuerta y Luis Bárcenas, una serie de pagos periódicos procedentes de una supuesta financiación ilegal del partido, que se extendieron entre los años 1990 y 2008. Las presuntas anotaciones de los extesoreros apuntaban a la entrega de 25 200 euros anuales a Rajoy durante once años de registros. Ante las revelaciones del diario El País, tanto Rajoy como el Partido Popular negaron la existencia de una contabilidad paralela, afirmando que todos los pagos del partido se ceñían a la legalidad.
En julio, se descubrieron nuevas cosas sobre el anteriormente citado Caso Bárcenas. El día 7 de ese mes, El Mundo entrevistó a Bárcenas quien afirmó que en los últimos veinte años el Partido Popular había sido financiado de forma ilegal. Dos días después, el mismo diario publicó unos papeles originales de Bárcenas, en los que se reflejaban el pago de sobresueldos a Rajoy en 1997, 1998 y 1999 cuando era ministro en el gobierno de Aznar. Estos pagos vulneraban la Ley de Incompatibilidades de 1995.
El 1 de agosto, Rajoy asumió su error en "confiar" en Bárcenas pero dijo que no pensaba ni dimitir ni convocar elecciones. En esa comparecencia en el Senado, Rajoy afirmó que Bárcenas ya no formaba parte del PP cuando llegó a la presidencia del Gobierno, pero el día 11 de ese mismo mes, El Mundo publicó una nómina emitida por el partido para el extesorero fechada en mayo de 2012.
El 23 de marzo de 2015 el juez Pablo Ruz concluía la investigación sobre los papeles de Bárcenas y consideraba acreditado que el Partido Popular se había financiado ilegalmente entre 1990 y 2008.

#### Recuperación económica y cambio en el sistema de partidos (2014-2015)

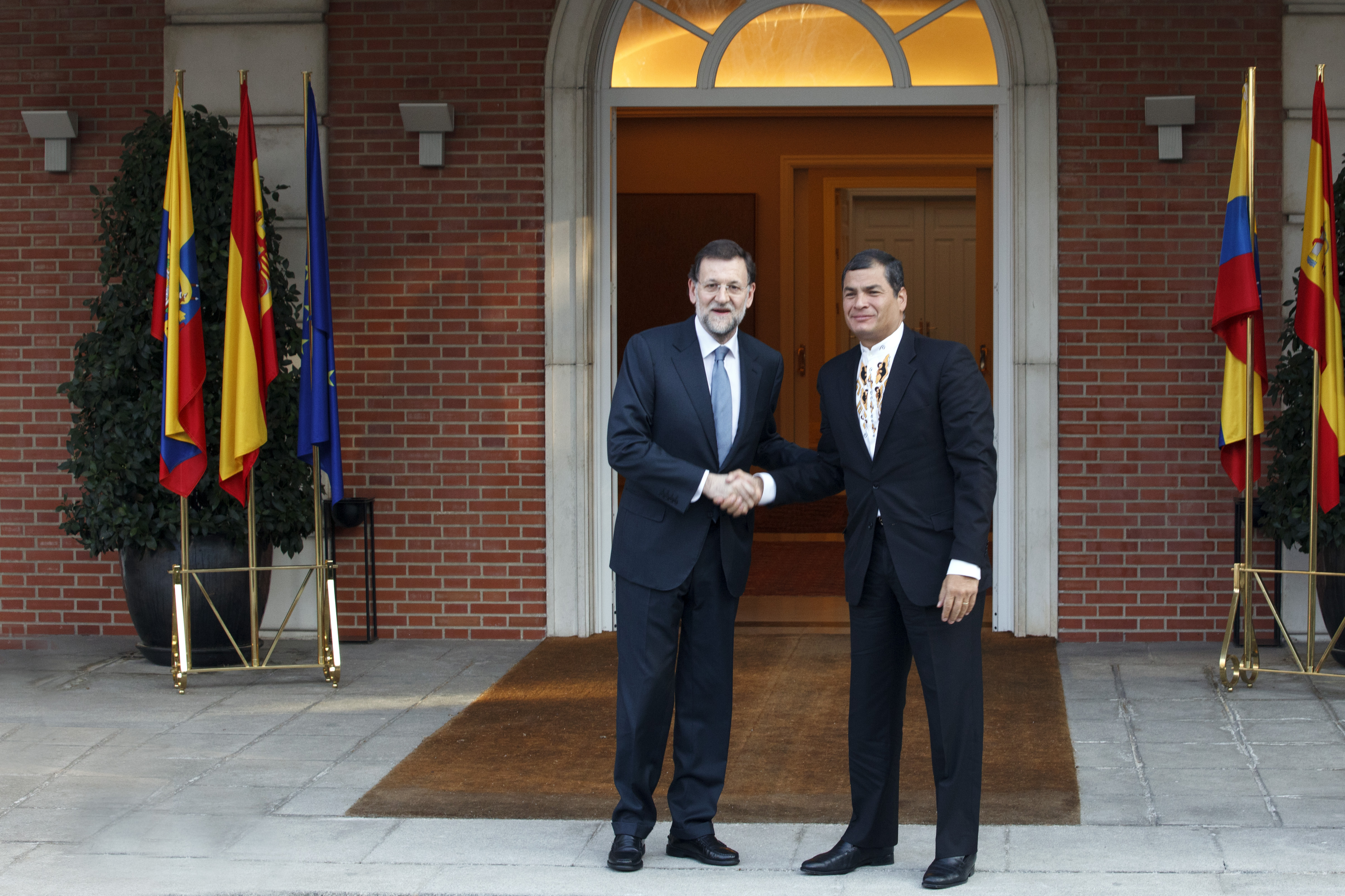
Apretón de manos entre Rajoy y el presidente de Ecuador Rafael Correa en la entrada del Palacio de la Moncloa.

A lo largo de 2014 se confirmó que la economía española había salido de la recesión iniciada a finales de 2011. En abril el Banco de España estimaba que el PIB había crecido un 0,4 % en el primer trimestre de 2014, la mayor subida de los últimos seis años. Crecimiento que continuó en los meses siguientes estimulado por las medidas acordadas a principios de junio por el Banco Central Europeo para reactivar la economía europea, debilitar el euro frente a otras divisas y hacer frente al riesgo de deflación, que obtuvieron una respuesta favorable inmediata de los mercados —la prima de riesgo española bajó a mínimos históricos, situándose en los 129 puntos básicos—. Así a finales de julio el Banco de España anunciaba que el PIB había crecido un 0,5 % en el II trimestre, con lo que se encadenaban cuatro trimestres consecutivos de crecimiento, lo que no ocurría desde el comienzo de la crisis. Estos datos se vieron reflejados en la EPA que registró un descenso del desempleo en el II Trimestre, aunque la tasa de paro todavía era del 24,5 %. A principios de septiembre el BCE tomaba más medidas para evitar el riesgo de deflación en la zona euro que de nuevo fueron acogidas favorablemente por los mercados —la prima de riesgo de la deuda española cayó a los 111,4 puntos básicos, situándose por debajo del nivel que tenía cuando comenzó la crisis del euro en 2010—.
La consolidación de la recuperación económica le llevó a Mariano Rajoy a declarar el 11 de diciembre que «en muchos aspectos, la crisis ya es historia». Se levantó una gran polémica y Rajoy tuvo que rectificar pocos días después en el acto de la firma del primer pacto social de la legislatura, por el que se concedían 426 euros a los parados de larga duración que se hubieran quedado sin cobertura de desempleo. En la presentación del acuerdo el presidente admitió que «la recuperación no ha llegado a todos, ni a todos por igual».
Al finalizar el año de 2014 la prima de riesgo de la deuda española se situó en los 106 puntos básicos y, por primera vez desde 2007, se registró un aumento del número de afiliados a la Seguridad Social (417 574 personas más). Según la Encuesta de Población Activa del IV Trimestre el número de parados el 31 de diciembre ascendía a 5 457 700, 477 900 personas menos que hacía un año, lo que situaba la tasa de paro en el 23,7 %, todavía por encima del 22,85 % que fue la tasa de paro con que se encontró el gobierno de Rajoy cuando llegó al poder en diciembre de 2011. La buena marcha de la economía se confirmó durante el primer trimestre de 2015 —a finales de marzo el Banco de España avanzó que la economía española había crecido un 0,8 % de enero a marzo—. A finales de marzo el gobierno anunciaba que las previsiones del déficit público en 2014 se habían cumplido, y que se había reducido hasta el 5,72 % del PIB, situándose por debajo del 5,8 %, límite máximo acordado con la Comisión Europea.
A pesar de estos datos, la deuda pública española superó por primera vez en su historia, el 100 % del PIB (el billón de euros).

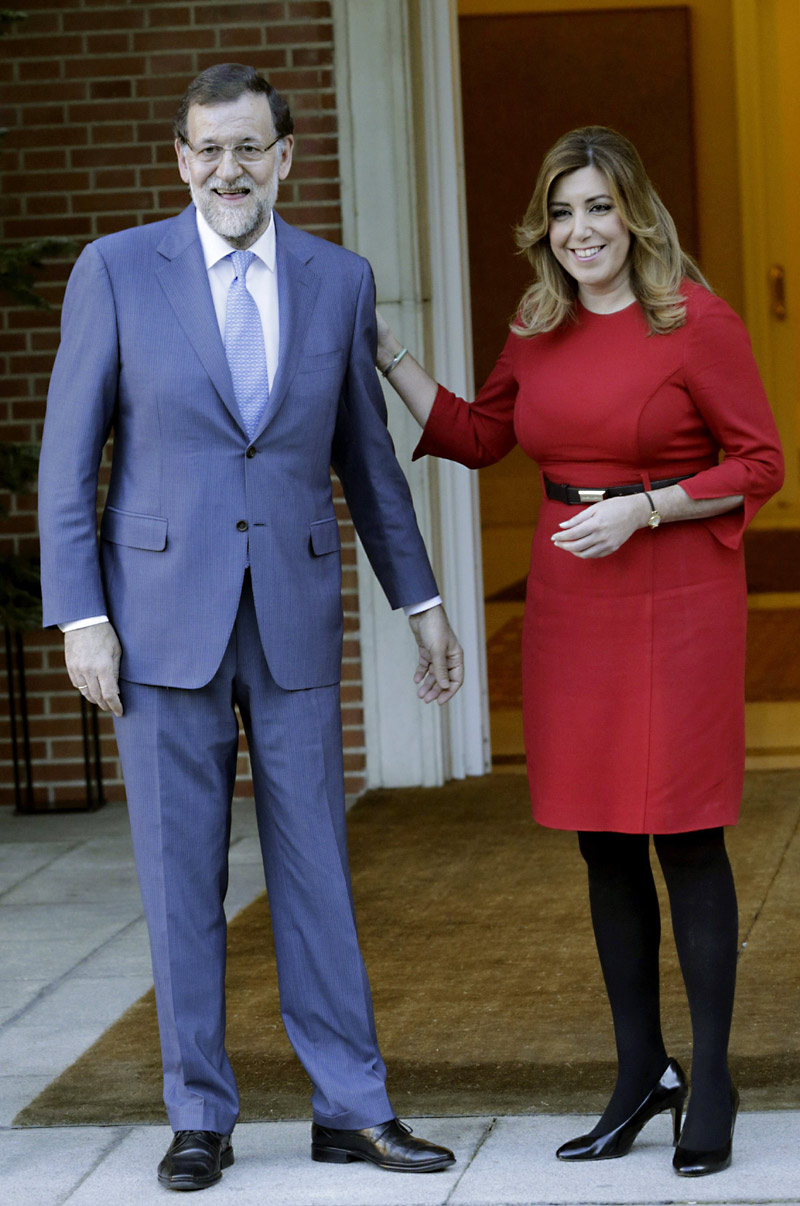
Rajoy con la presidenta de la Junta de Andalucía, Susana Díaz, en la entrada del Palacio de la Moncloa.

Tras el 9-N el «desafío soberanista» catalán continuó. El 25 de noviembre de 2014, cuatro días después de que la fiscalía hubiera presentado una querella contra él por la celebración del proceso participativo, Mas presentó su plan para conseguir la independencia de Cataluña en 18 meses. El plan fue respondido por el Partido Popular el 13 de diciembre mediante la "Declaración de La Granja" en la que se oponía a la reforma de la Constitución porque «la soberanía y la unidad de España» no son negociables.
El 14 de enero de 2015 el presidente de la Generalidad de Cataluña anunciaba en una rueda de prensa el adelanto de las elecciones autonómicas para el día 27 de septiembre de 2015 y que estas tendrían un carácter plebiscitario sobre la independencia de Cataluña. A pesar de que el 25 de febrero el Tribunal Constitucional confirmó por unanimidad la inconstitucionalidad de la consulta del 9-N, un mes después Convergència Democràtica de Catalunya y Esquerra Republicana de Catalunya, y la Asamblea Nacional Catalana, Òmnium Cultural y la Associació de Municipis per la Independència, pactaban la “hoja de ruta unitaria del proceso soberanista catalán” en la que se incluía una declaración unilateral de independencia en el plazo de 18 meses, si los partidos soberanistas ganaban las elecciones «plebiscitarias» previstas para el 27 de septiembre —“Los programas de las candidaturas soberanistas deben dejar claro, como punto primero y destacado, que votarlas supone un pronunciamiento favorable a la independencia de Cataluña”, afirmaban—. Al día siguiente el presidente Mariano Rajoy les advirtió que "ningún Gobierno de España va a autorizar la ruptura de la soberanía nacional".

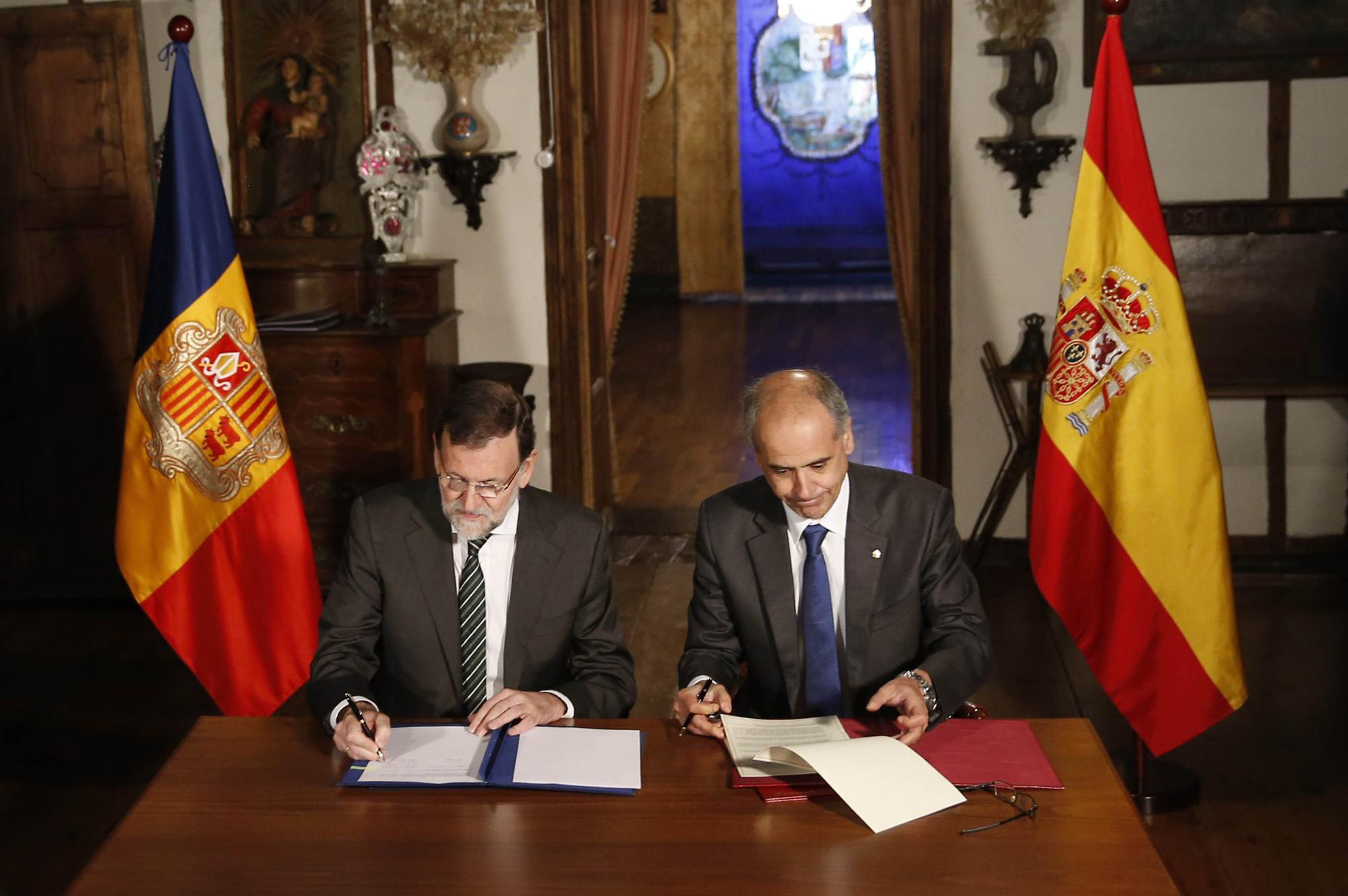
Rajoy, durante una visita oficial a Andorra, firmando varios acuerdos con Antoni Martí, el presidente del Gobierno de Andorra.

Por otro lado, el resultado de las elecciones andaluzas del 22 de marzo confirmó lo que anunciaban las encuestas: la recomposición del sistema de partidos a causa de la irrupción de dos nuevas formaciones, Podemos y Ciudadanos, que en las elecciones andaluzas obtuvieron 15 y 9 escaños, respectivamente. Los peor parados resultaron el PP que perdió 17 de sus 50 diputados e Izquierda Unida que pasó de doce a cinco diputados —UPyD no consiguió ningún diputado—, mientras que el PSOE mantenía sus 47 escaños y recuperaba el primer puesto entre las fuerzas políticas andaluzas, con Susana Díaz al frente de la Junta, aunque se quedó a 8 diputados de la mayoría absoluta.
Asimismo continuaron los escándalos de corrupción del PP y el PSOE. El 31 de octubre de 2014 ingresaba en prisión el exconsejero de la Comunidad de Madrid Francisco Granados por su implicación en el Caso Púnica. El 26 de noviembre dimitía Ana Mato, ministra de Sanidad, Servicios Sociales e Igualdad, tras ser citada a declarar por el juez Pablo Ruz por haber sido presuntamente beneficiaria de los negocios ilegales de su exmarido con la trama Gürtel. El 16 de diciembre la juez imputaba al expresidente de la Generalidad de Cataluña Jordi Pujol, a su esposa Marta Ferrusola y a tres de sus hijos por blanqueo de capitales y delito fiscal al haber ocultado la fortuna familiar en Andorra. El 22 de diciembre la hermana del rey Cristina de Borbón era acusada de delito fiscal en el auto de apertura del juicio oral del caso en el que estaba implicado su marido. Ese mismo día Sonia Castedo (PP), imputada desde hacía dos años por corrupción urbanística, dimitía de su cargo de alcaldesa de Alicante. El 10 de febrero se ordenaba la detención de 90 personas por el fraude en los cursos de formación en Andalucía, entre las que se encontraban la exalcaldesa socialista de Jerez de la Frontera. El 16 de abril el exvicepresidente del gobierno Rodrigo Rato era detenido en su domicilio de Madrid por agentes del Servicio de Vigilancia Aduanera, acusado de alzamiento de bienes, blanqueo de capitales y fraude fiscal. El 15 de junio ingresaba en prisión para cumplir la condena de seis años y medio de cárcel por el Caso de la Cooperación el exconsejero de la Generalidad Valenciana Rafael Blasco. Diez días después el Tribunal Supremo imputaba a los expresidentes de la Junta de Andalucía, los socialistas Manuel Chaves y José Antonio Griñán, por el caso de los ERE.

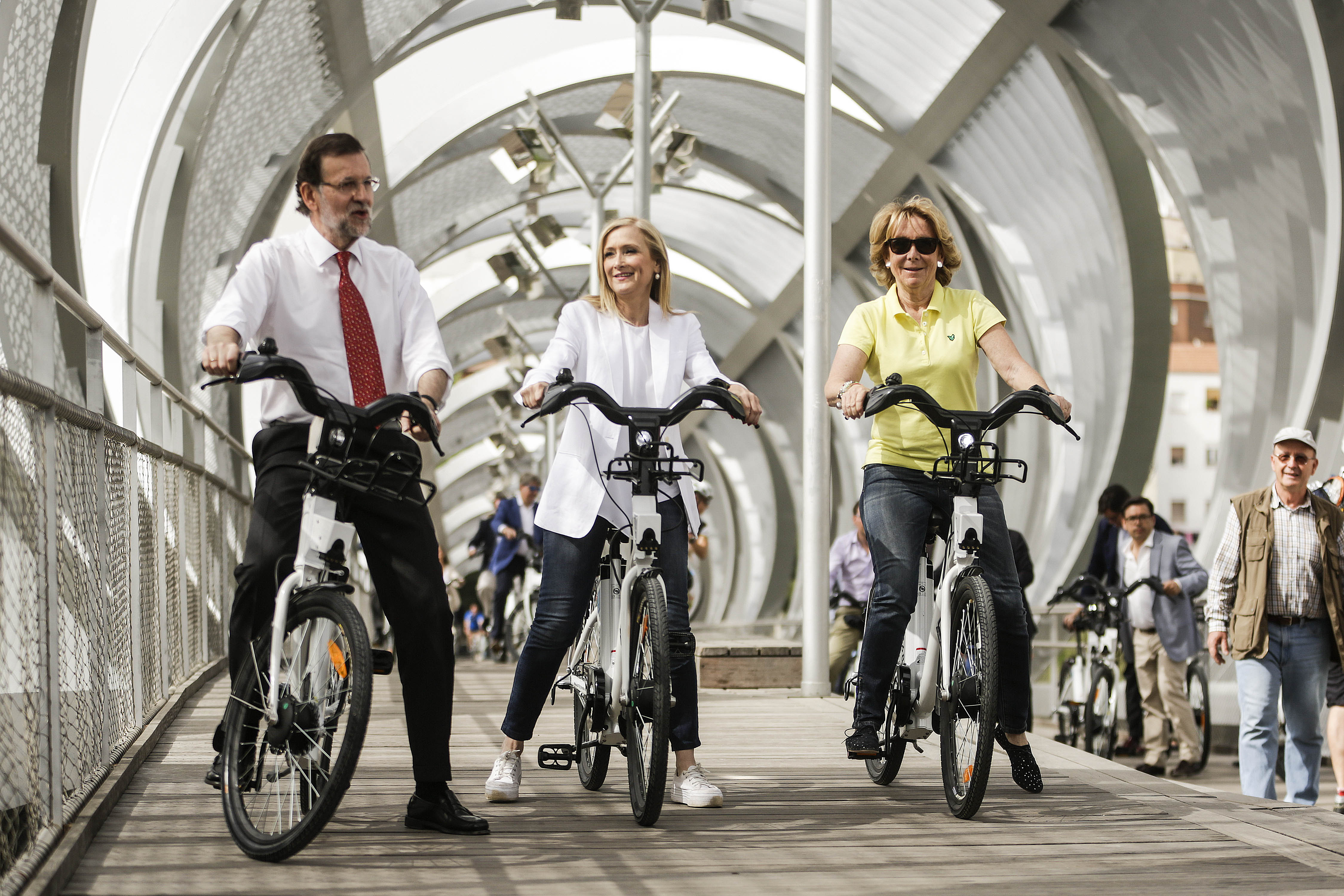
Rajoy junto a las candidatas del Partido Popular a la Comunidad de Madrid, Cristina Cifuentes y a la alcaldía de la capital, Esperanza Aguirre montados en bicicletas en el parque Madrid Río.

El 24 de mayo de 2015 se celebraron las elecciones municipales y autonómicas, en las que el Partido Popular siguió siendo la fuerza política más votada pero experimentó un fuerte retroceso (perdió dos millones y medio de votos y todas las mayorías absolutas que había obtenido en las elecciones municipales y autonómicas de 2011). El PSOE también perdió votos respecto de 2011 (675 000) aunque redujo su distancia respecto del PP, sumando entre los dos el 52 % de los votos (27 % el PP, 25 % el PSOE), con lo que se confirmó el cambio del sistema de partidos iniciado en las elecciones europeas de 2014 y en las elecciones andaluzas de 2015 (en 2011 PP y PSOE habían obtenido el 65 % de los votos). Por su parte, los partidos emergentes Ciudadanos y Podemos entraron en prácticamente todos los parlamentos autonómicos, convirtiéndose en decisivos para formar gobiernos —así como algunas fuerzas políticas nacionalistas de izquierda como Compromís y Més per Mallorca—. En las grandes ciudades irrumpieron las candidaturas de "unidad popular", como Ahora Madrid, Barcelona en Comú o Marea Atlántica de La Coruña, cuyos cabeza de lista (como Manuela Carmena en Madrid o Ada Colau en Barcelona) han ocupado las alcaldías de ambas ciudades con el respaldo de otras formaciones políticas, entre ellos el PSOE, como en muchas otras ciudades. Los grandes derrotados fueron Izquierda Unida, que solo obtuvo representación en cuatro parlamentos autónomos (Asturias, Aragón, Castilla y León y Navarra) aunque mantuvo sus resultados en el ámbito municipal (logró 1 054 662 votos y 2216 concejales frente a los 1 424 000 votos y 2230 concejales de 2011), y UPyD, convertido en un partido extraparlamentario.
Dos días después de las elecciones tres presidentes regionales de las comunidades autónomas donde el PP no podría volver a gobernar, ni siquiera con el apoyo de Ciudadanos, anunciaron que no se presentarían a la reelección. Se trataba de Alberto Fabra de la Comunidad Valenciana, de José Ramón Bauzá de las Islas Baleares y de Luisa Fernanda Rudi de Aragón. Estos anuncios estuvieron precedidos por unas declaraciones de Juan Vicente Herrera, presidente en funciones de Castilla y León que podría revalidar su mandato si consiguiera el apoyo de Ciudadanos, en las que preguntado sobre si el presidente del gobierno Mariano Rajoy debería renunciar a presentarse a las próximas elecciones generales dados los malos resultados del PP contestó: «Yo le diría a Rajoy; presidente mírate al espejo y respóndete a ti mismo».

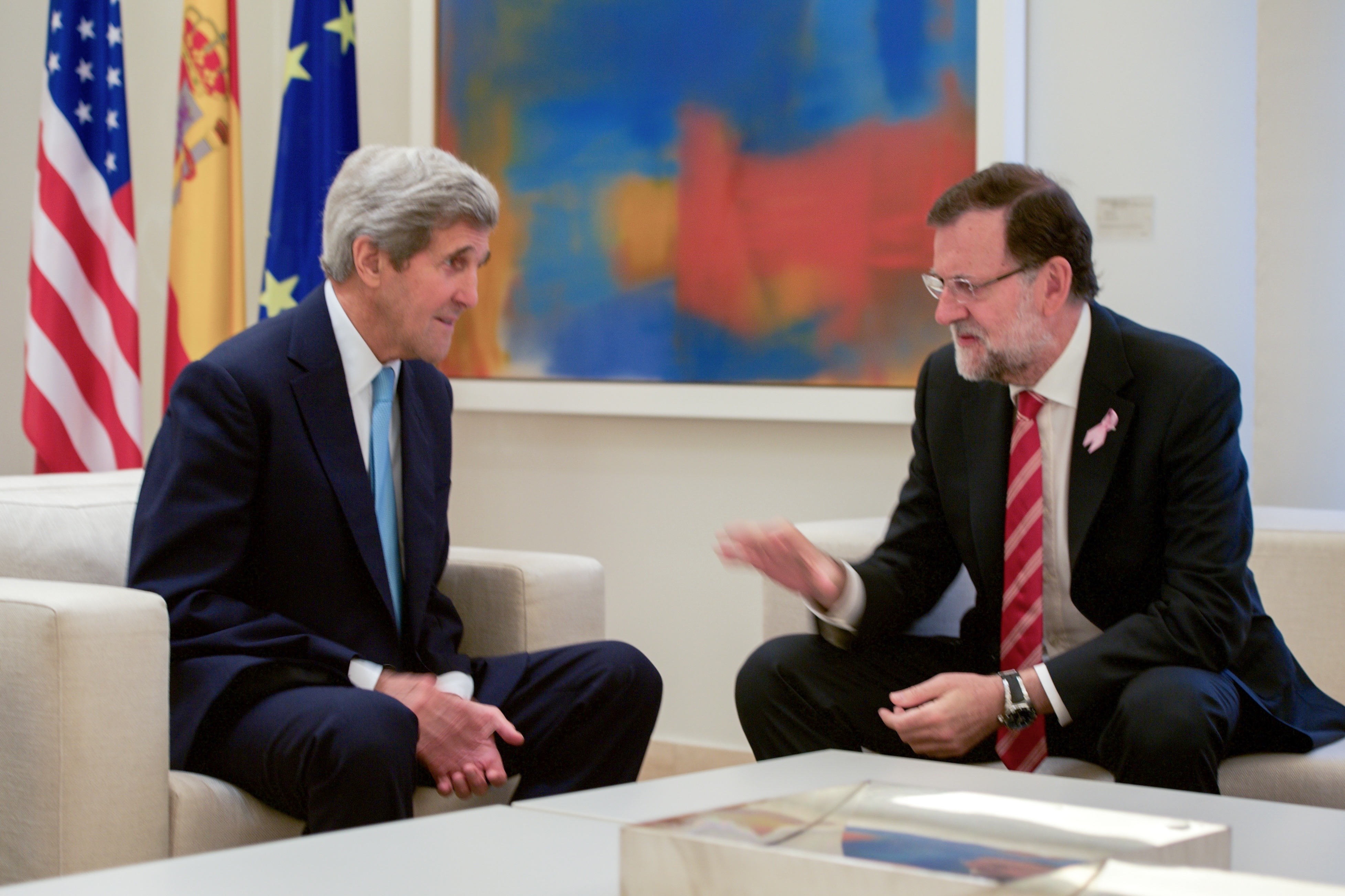
Reunión entre Rajoy y el secretario de Estado de los Estados Unidos, John Kerry en el interior del Palacio de la Moncloa.

Una vez constituidos los ayuntamientos el 13 de junio el Partido Popular perdió 17 alcaldías de capitales de provincia, de las 34 que ostentaba en 2011, aunque le arrebató dos al PSOE (Orense y Cuenca), por lo que detentaría 19 en total. De las 17 que perdió 11 pasaron al PSOE (gracias a los pactos con las plataformas ciudadanas promovidas por Podemos y con otras fuerzas de izquierda), tres a las plataformas Ahora Madrid, Marea Atlántica de La Coruña y Por Cádiz Sí Se Puede, una a Compromís, una al PNV y una a Izquierda Unida. En cuanto a las presidencias de las comunidades autónomas el PP perdió seis de las diez que detentaba en 2011, pasando cinco de ellas al PSOE gracias al apoyo de Podemos y de otras fuerzas de izquierda como Compromís y Més per Mallorca (Comunidad Valenciana, Baleares, Aragón, Castilla-La Mancha y Extremadura) y una al Partido Regionalista de Cantabria que contó con el apoyo del PSOE. Retuvo Castilla y León, Madrid, La Rioja y Murcia, gracias a los votos o a la abstención de Ciudadanos.
El 27 de septiembre se celebraron las elecciones al Parlamento de Cataluña con una participación histórica del 77,6 % de los electores. En ellas Junts pel Sí consiguió 62 escaños, Ciudadanos 25, el Partido de los Socialistas de Cataluña 16, Catalunya Sí que es Pot 11, el Partido Popular también 11 y la Candidatura de Unidad Popular-Llamada Constituyente 10.
El 9 de noviembre, el Parlamento de Cataluña aprobó con los votos afirmativos de los diputados de Junts pel Sí y la CUP el inicio del proceso de «desconexión» o de independencia entre Cataluña y el resto de España.

#### Elecciones generales de 2015

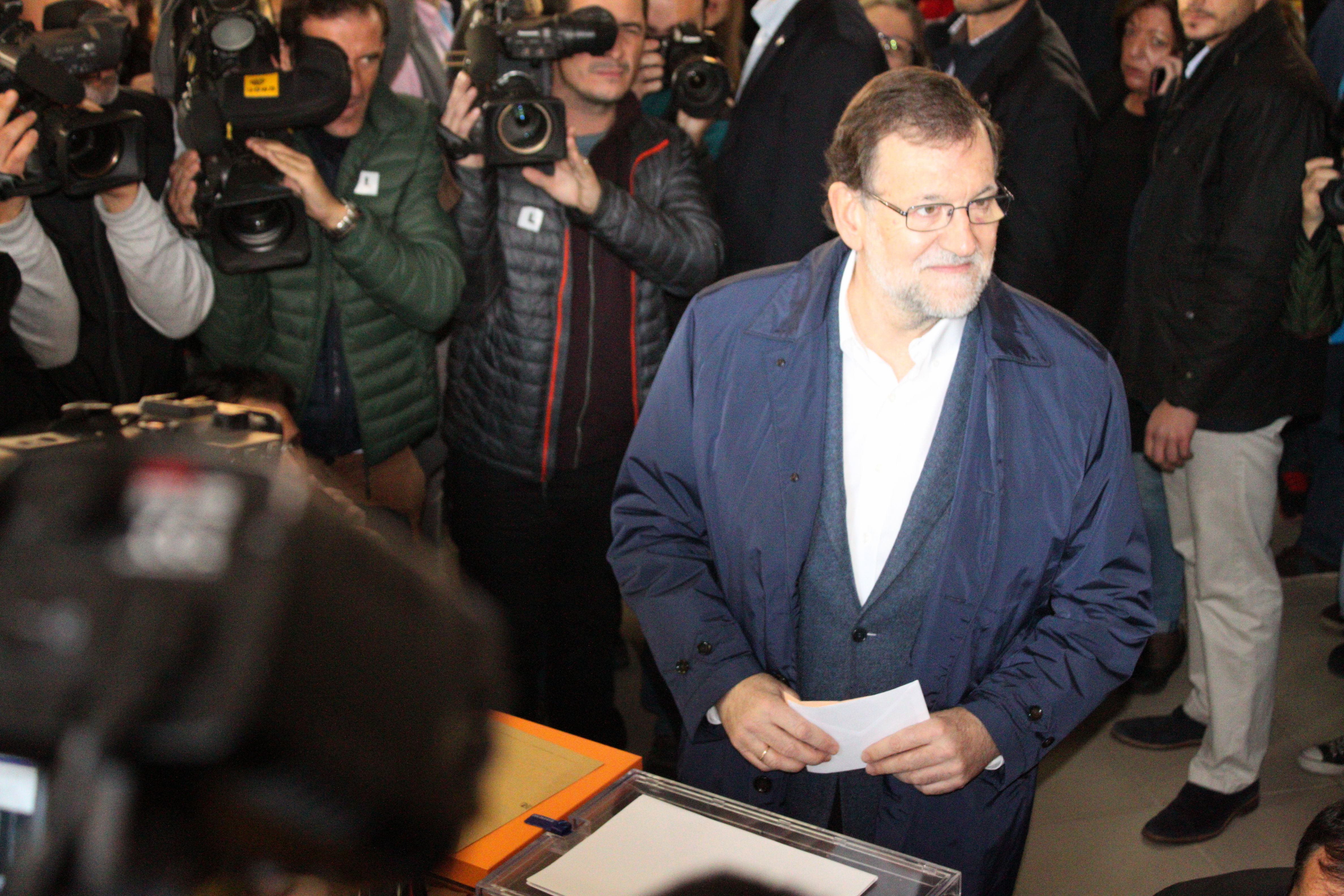
Rajoy votando en las elecciones generales del 20 de diciembre de 2015

El viernes 4 de diciembre comenzó la campaña electoral. El 14 de diciembre, se celebró un único debate televisado entre los dos candidatos a la presidencia del Gobierno de los dos grandes partidos políticos a nivel nacional, Rajoy por el Partido Popular y Pedro Sánchez por el PSOE, el debate tuvo quizás el momento más agrio de todos los celebrados hasta la fecha, cuando el candidato socialista afirmó: «el presidente tiene que ser una persona decente y usted no lo es» a lo que Rajoy le contestó: «ha sido usted ruin, mezquino y miserable». Dos días después, el día 16, durante un paseo en la plaza de la Peregrina de Pontevedra y bajo un nivel de alerta 4 por terrorismo activa desde junio de 2015, Rajoy recibió un puñetazo por parte de un menor de 17 años, que era hijo de una prima de su esposa, no obstante, ambas familias afirmaron que nunca habían mantenido relación. El joven que se autodenominaba antifascista, estuvo posteriormente involucrado en diversos actos de naturaleza violenta.
El domingo 20 de diciembre tuvieron lugar las duodécimas elecciones generales desde la restauración de la democracia y las primeras con Felipe VI como jefe del Estado. En esta cita electoral el Partido Popular fue la candidatura que obtuvo el mayor número de votos y escaños con 123 diputados y un 28,72 % de votos, pero respecto a las elecciones de 2011 perdió 63 escaños y más de tres millones y medio de votos, con lo que no revalidó la mayoría absoluta. Asimismo, para finalizar el PP perdió un abundante número de votos en sus Comunidades «bastiones». En la Comunidad de Madrid obtuvo 13 escaños —6 menos que en 2011— y perdió más de medio millón de votos y en la Comunidad Valenciana pasaron de tener 20 diputados —hace cuatro años— a 11. Sin embargo, el PP logró mantener la mayoría absoluta en el Senado.

### Gobierno en funciones (2015-2016)

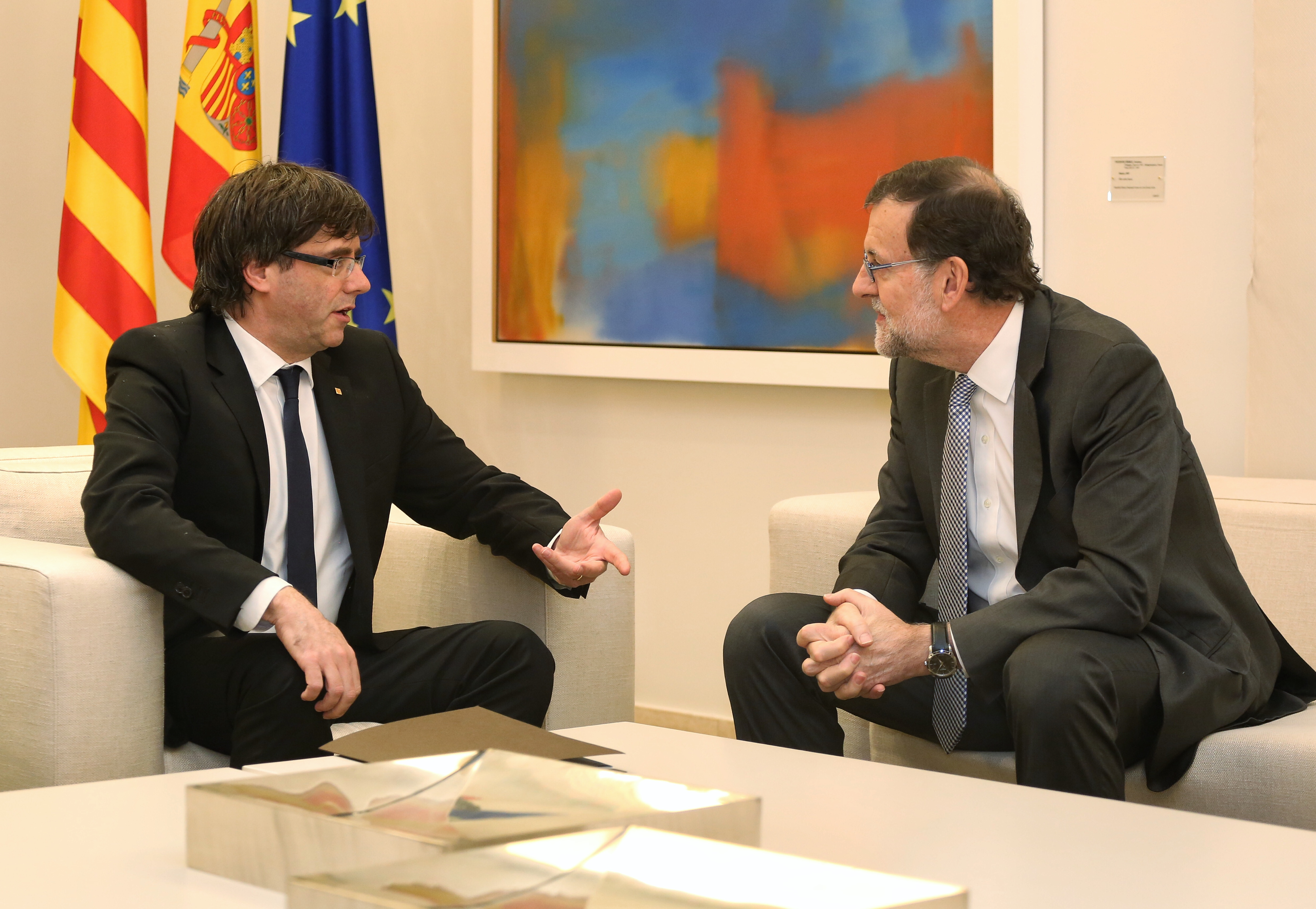
Rajoy reunido con el presidente de la Generalidad de Cataluña, Carles Puigdemont, en la Moncloa. Abril 2016.

El 22 de enero de 2016, la Casa Real emitió un comunicado en el cual se informaba que tras el ofrecimiento del rey Felipe VI a que Rajoy fuera el candidato a presidente del Gobierno (—al ser el Partido Popular la fuerza más votada—), Rajoy declinó por no contar de antemano con suficientes apoyos como para sacar adelante la investidura. Fue un hecho inédito en la historia de España.
El 2 de febrero, el secretario general del PSOE y candidato a la presidencia del Gobierno, Pedro Sánchez aceptaría el encargo del Rey de formar gobierno y someterse a la sesión de investidura. En la sesión de investidura se sometió a dos votaciones, una el 2 de marzo y otra dos días después. En la primera solo contó los votos de su partido y los de Ciudadanos. En la segunda los mismos votos y un único voto más de Coalición Canaria. Era también la primera vez en la Historia de España que una sesión de investidura fracasaba.
El 15 de abril, el ministro de Industria y Turismo, José Manuel Soria presentó su renuncia a su cargo tras haberse publicado el día anterior en el diario El Mundo que utilizó una sociedad offshore en el paraíso fiscal de Jersey desde 1993 a 2002. No pudo dimitir al formar parte de un gobierno que no estaba en plenitud de funciones. El Gobierno en funciones no puede nombrar ni cesar altos cargos ya está sometida a importantes limitaciones establecidas por ley (artículo 101 de la Constitución española).
El día 3 de mayo de 2016, se activó lo dispuesto en el artículo 99.5 de la Constitución española de 1978 y el rey disolvió las Cortes para convocar de nuevo elecciones generales, por primera vez en la historia democrática se repetirían las elecciones.

Si transcurrido un plazo de dos meses, a partir de la primera votación de investidura, ningún candidato obtuviere la confianza del Congreso, el Rey disolverá ambas Cámaras y convocará nuevas elecciones con el refrendo del presidente del Congreso
Punto 5 del Artículo 99 de la Constitución española de 1978.

#### Elecciones generales de 2016

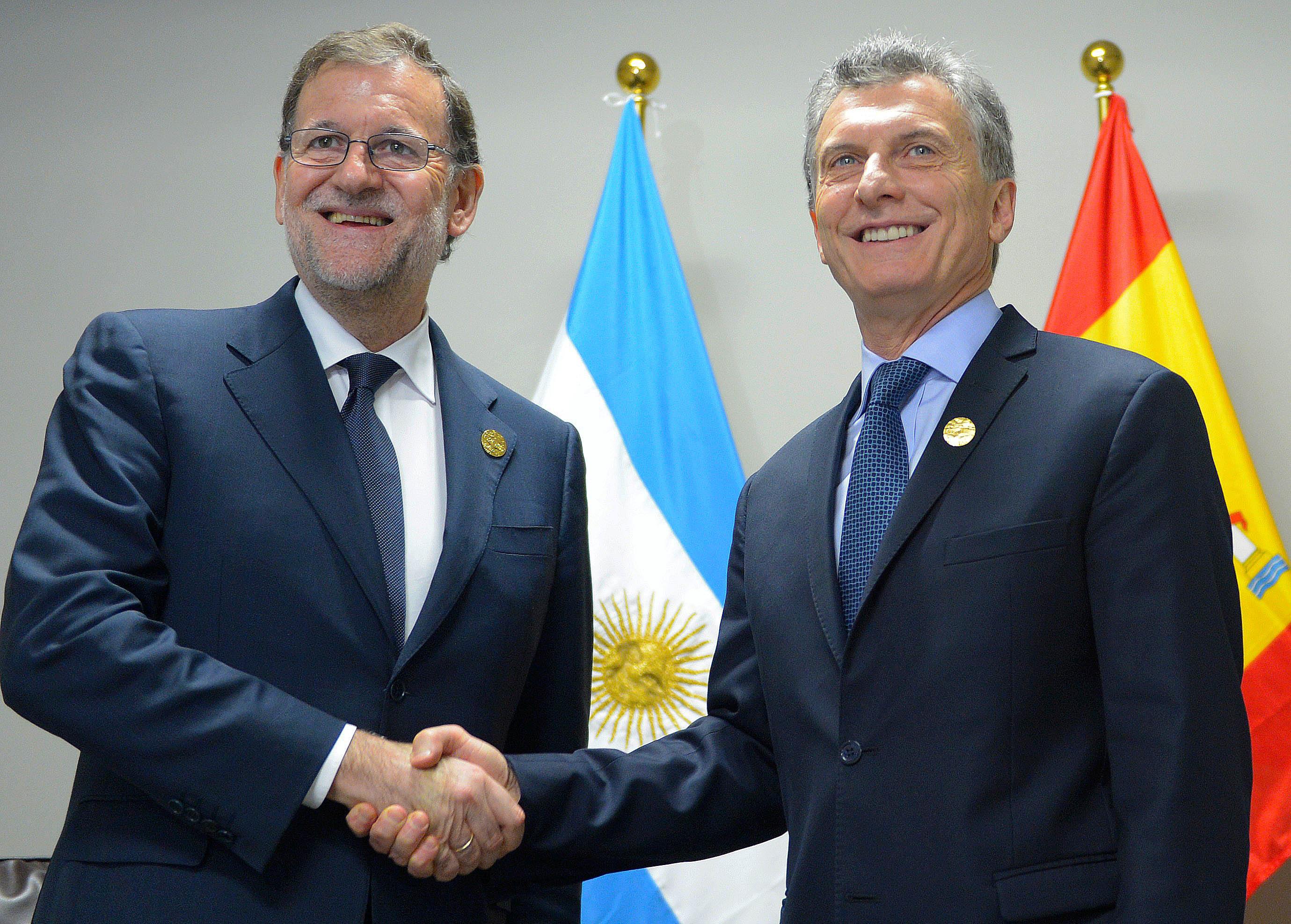
Rajoy junto al presidente de Argentina, Mauricio Macri, en septiembre de 2016

En las elecciones generales del 26 de junio de 2016, el Partido Popular ganó las elecciones con un 33,01 % de los votos y 137 escaños (sumando 14 diputados más en el Congreso respecto a la legislatura anterior), y mantuvo la mayoría absoluta en el Senado, volviendo a ser la fuerza más votada, y la única que mejoró su resultado. En la capital española, el PP volvía arrasar electoralmente al ganar en 18 de los 21 distritos. Tras la ronda de contactos con el rey, Mariano Rajoy acepta el encargo de formar gobierno. El 9 de agosto Albert Rivera anunció que estaba dispuesto a negociar el apoyo de Ciudadanos a la investidura de Rajoy si el PP aceptaba seis medidas contra la corrupción y a favor de la regeneración. Una semana más tarde, Rajoy aceptó estas condiciones y comenzaron las negociaciones. La presidenta del Congreso de los Diputados anunció que la sesión de investidura comenzaría el 30 de agosto. El 28 de agosto, PP y Ciudadanos firmaron un pacto de investidura con 150 medidas para investir a Mariano Rajoy como presidente del Gobierno. A este acuerdo se sumó posteriormente Coalición Canaria exigiéndole 15 medidas más a Rajoy. A pesar de ello, Sánchez mantuvo su negativa de votar no. En su investidura no obtuvo los votos necesarios y por lo tanto no fue investido presidente.
Cabe destacar que entre los días 9 y 10 de julio, el presidente de los Estados Unidos Barack Obama visitó España (15 años después de que lo hiciera su antecesor George W. Bush en 2001). Llegó a Madrid el sábado día 9 a las once de la noche y al día siguiente fue recibido en el Palacio Real por el rey Felipe VI y por el presidente del Gobierno en funciones, Mariano Rajoy en el Palacio de la Moncloa. Esta visita tuvo que acortarse por el asesinato de cinco policías en la ciudad estadounidense de Dallas.

#### Elecciones gallegas y vascas del 25 de septiembre de 2016 y crisis interna del PSOE

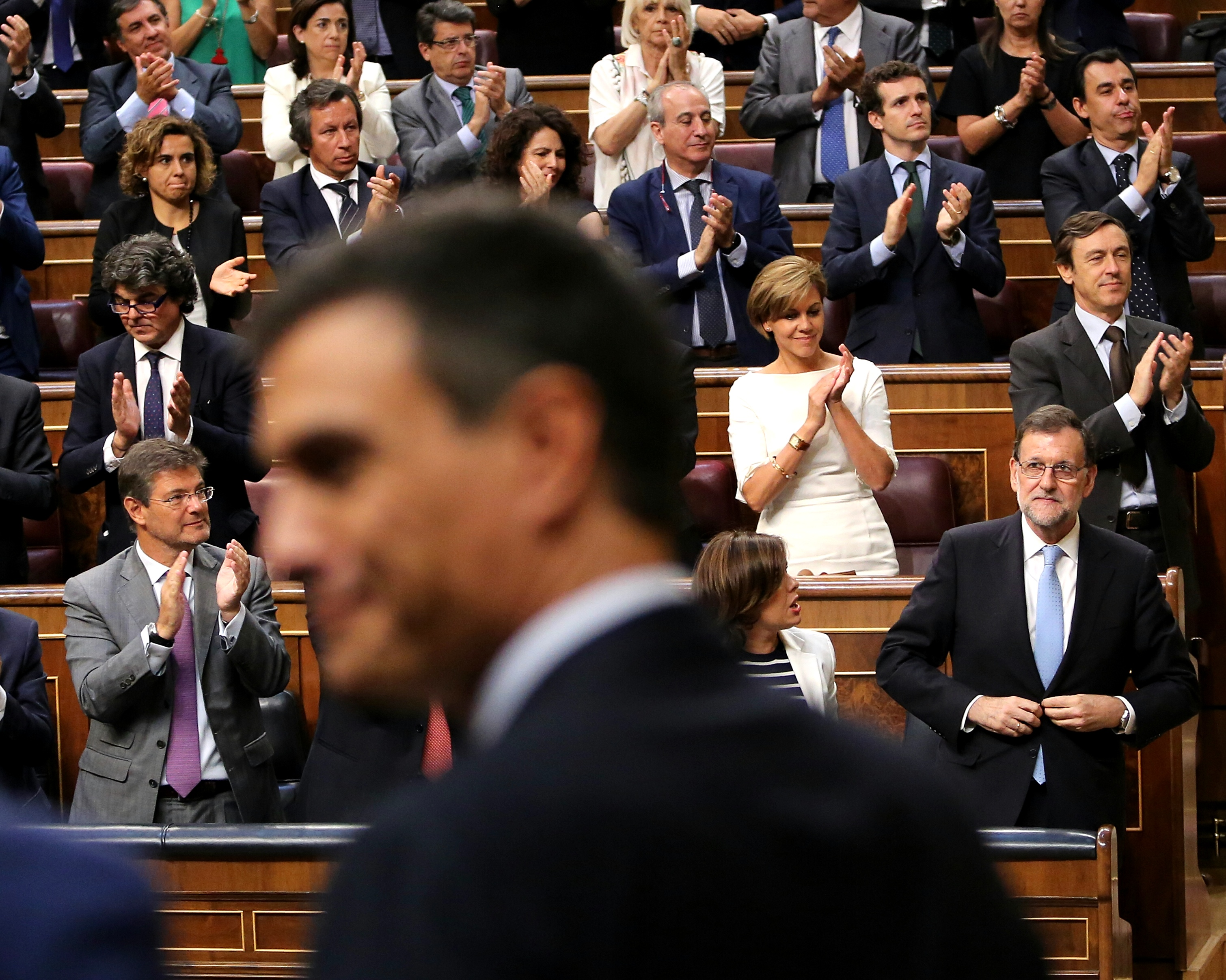
El secretario general del PSOE, Pedro Sánchez

El 25 de septiembre se celebraron elecciones autonómicas en Galicia y en el País Vasco. En Galicia volvió a vencer el Partido Popular con el mismo número de diputados (41), logrando por tercera vez consecutiva una mayoría absoluta. Alberto Núñez Feijóo se convirtió entonces en el único presidente autonómico en poder gobernar sin apoyos de otros partidos. En el País Vasco volvió a vencer el Partido Nacionalista Vasco (PNV) —partido que siempre ha vencido en ellas desde las primeras elecciones autonómicas desde 1980— con 28 escaños, lo que permitiría a Iñigo Urkullu permanecer otros cuatro años más en Ajuria Enea. La segunda fuerza en el Parlamento seguiría siendo EH Bildu (Izquierda abertzale) que perdió escaños y votos a favor de la fuerza política que había vencido en las dos anteriores elecciones generales; Podemos. El PSE consiguió el peor resultado de su historia y el PP su segundo peor resultado en Euskadi (el peor fue en 1990). Pero desde 1994 nunca había estado por debajo de la decena de diputados, ahora tiene 9.
Tras los malos resultados electorales en las elecciones vascas y gallegas, varios miembros de la ejecutiva federal del PSOE presentaron su dimisión en bloque para provocar la dimisión de Pedro Sánchez como Secretario general del partido. En la tarde del 1 de octubre de 2016, durante la celebración de un tenso Comité Federal, Pedro Sánchez presentó su dimisión como secretario general. Esa misma noche se notificó que le sucedería una gestora provisional, al frente de la cual estaría el presidente del Principado de Asturias, Javier Fernández. Tres semanas después, el Comité Federal del PSOE acordó abstenerse en la segunda votación de la investidura de Rajoy.

### Segundo gobierno (2016-2018)

#### Segundo debate de investidura y formación de Gobierno

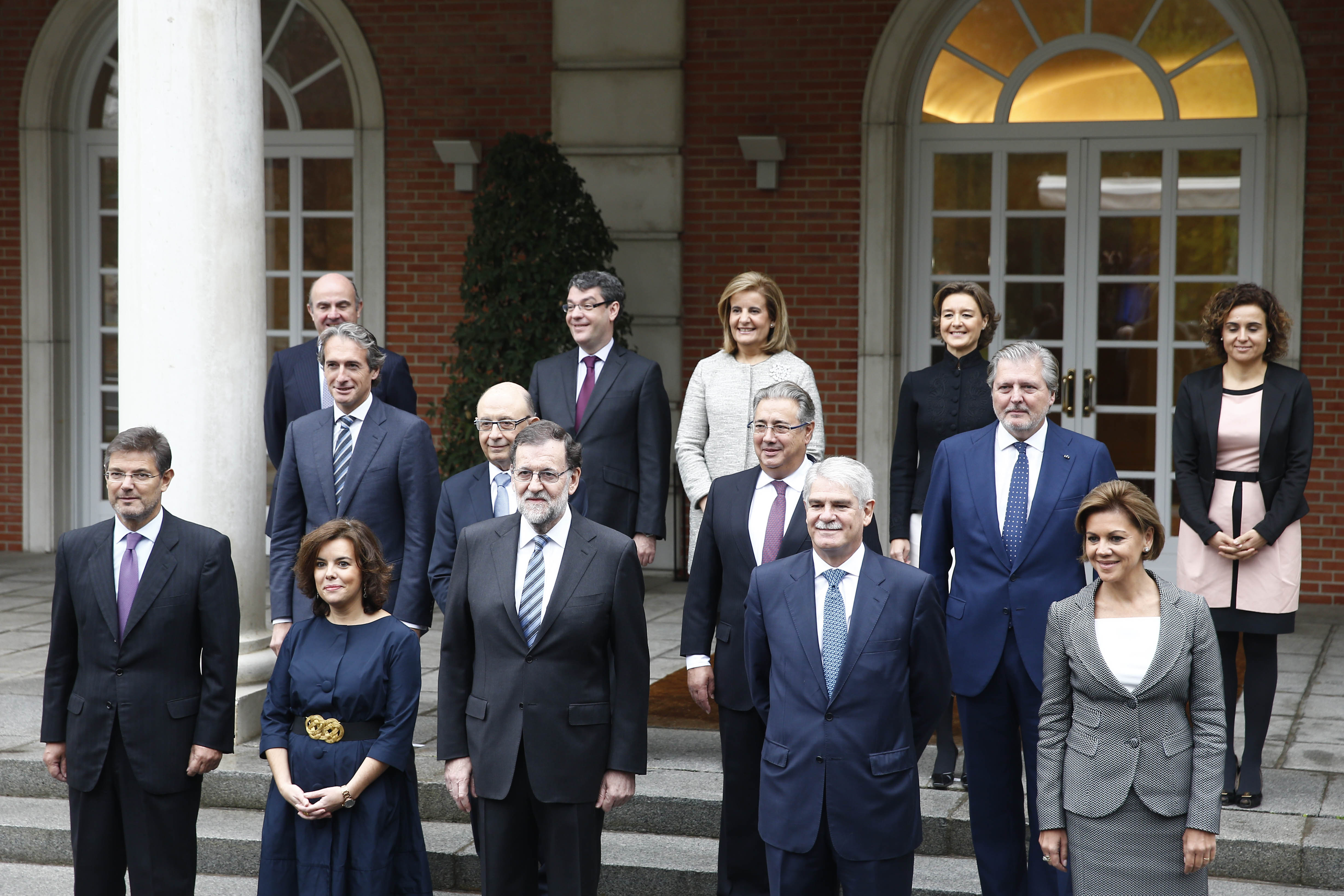
Rajoy posa ante los medios de comunicación en el exterior del palacio de la Moncloa junto a los trece ministros de su gobierno en noviembre de 2016.

Tras volver a aceptar el encargo del rey Felipe VI, Rajoy se sometió a un segundo debate de investidura, en el que logró ser investido en segunda ronda por mayoría simple —tras haber trascurridos 315 días de ejecutivo en funciones y quedando dos días para que las Cortes se disolviesen automáticamente y los españoles fueran llamados por tercera vez a las urnas—, gracias a la abstención de 68 de los 83 diputados presentes del PSOE, y a los votos favorables del PP, Cs, CC y los aliados electorales del PP (UPN y Foro Asturias). El 31 de octubre Rajoy juró su cargo como presidente del Gobierno ante el rey en el Palacio de la Zarzuela y formó su segundo Gobierno. En febrero de 2018, se dio a conocer por una encuesta del Centro de Investigaciones Sociológicas (CIS) que ese gobierno era el menos conocido por los españoles en toda la historia de la democracia —cerca de un 54 % de los encuestados—.
El 17 de marzo de 2017, el Gobierno popular fue incapaz de convalidar en el pleno del Congreso de los Diputados el Real Decreto Ley que Regula la Liberalización de los Estibadores (aprobado en Consejo de Ministro el 24 de febrero de ese mismo año). Nunca desde 1979 un Gobierno no había podido reunir una mayoría simple necesaria para convalidar un decreto ley.
Al día siguiente, la banda terrorista ETA anunció su plan para entregar sus armas (desarme unilateral), desvelando la ubicación de sus zulos.
En unos escasos dos meses transcurridos de febrero a abril del año 2017, otra oleada de corrupción afectaba al PP: el 23 de febrero, el exministro de Economía durante los ocho años de gobierno de Aznar, Rodrigo Rato fue condenado a cuatro años y medio de prisión por el «caso de las tarjetas black» y el 4 de abril, el presidente de la Región de Murcia, Pedro Antonio Sánchez dimitía por su imputación por el «Caso Auditorio». El 19 de abril, se dio a conocer al país la «operación Lezo»: el expresidente de la Comunidad de Madrid y «mano derecha» de Esperanza Aguirre durante su presidencia en el ejecutivo autonómico, Ignacio González fue detenido por la Guardia Civil por enriquecerse ilegalmente por el desvío de dinero público del Canal Isabel II y acabando este en prisión. El día 24, Aguirre dimitía como concejala y portavoz del grupo popular del Ayuntamiento madrileño, lo que suponía el final de su trayectoria política.
El 13 de marzo, el Tribunal Constitucional condenó al ex-president de la Generalidad, Artur Mas a dos años de inhabilitación de cualquier puesto público y a una multa de 36 500 euros por encabezar la consulta participativa del 9-N de 2014. Pese a ello, el presidente de la Generalidad de Cataluña, Carles Puigdemont anunció en el mes de junio que llamaría a votar a los catalanes en un referéndum con la siguiente pregunta: «¿Quiere que Cataluña sea un Estado independiente en forma de república?» el domingo 1 de octubre.
Treinta años después y por tercera vez en la historia democrática se llevó a cabo una moción de censura contra el presidente del Gobierno —días 13 y 14 de junio— a propuesta del líder de Podemos, Pablo Iglesias cuyo resultado de la votación fueron 170 votos en contra, 82 a favor y 97 abstenciones. Votaron en contra el PP, Ciudadanos, UPN, Foro Asturias y Coalición Canaria. Se abstuvieron el PSOE, PDECat, PNV y Nueva Canarias. Solo votaron a favor de Unidos Podemos, ERC y Bildu.
El 26 de julio, Rajoy testificó sobre el caso Gürtel en la Audiencia Nacional, en la que negó que tuviera cualquier tipo de constancia de una financiación en B del Partido Popular.

#### Atentados yihadistas en Barcelona y Cambrils

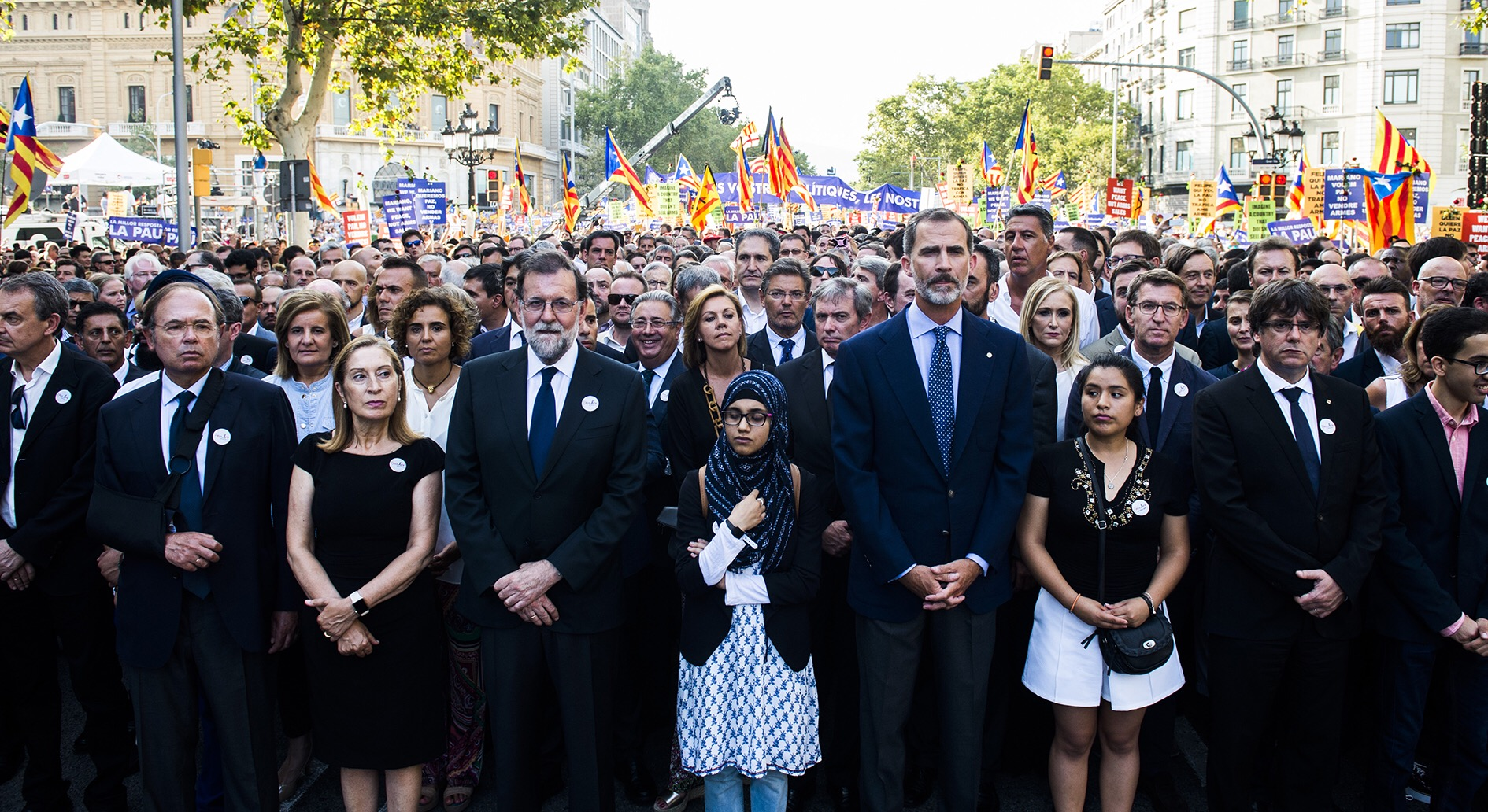
Manifestación en apoyo a las víctimas de los atentados de Barcelona y Cambrils

Trece años y cinco meses después del atentado del 11 de marzo de 2004 en Madrid, España volvió a ser víctima de un atentado yihadista perpetrado por el grupo terrorista Estado Islámico. El 17 de agosto de 2017, cerca de las cinco de la tarde, un terrorista marroquí atentó con una furgoneta blanca en Las Ramblas de Barcelona recorriendo 500 metros a gran velocidad en dirección al mar, zigzagueando y atropellando de forma indiscriminada a cualquier ciudadano en ese momento. Fueron asesinadas 14 personas. El autor de esa matanza huía a pie y se mezcló por la multitud por La Boquería, se escapó secuestrando a un conductor y posteriormente asesinandole. En la madrugada del día siguiente, un vehículo atentó en el paseo marítimo de Cambrils (provincia de Tarragona), asesinando a una mujer e hiriendo a otras cinco personas. Los Mozos de Escuadra abatieron a los cinco terroristas que perpetraron aquel ataque. El día 18, Rajoy, junto al rey de España, Felipe VI, el presidente de la Generalidad de Cataluña, Carles Puigdemont y la alcaldesa de Barcelona, Ada Colau acompañados por más de cien mil personas guardaron un minuto de silencio en plaza de Cataluña de la Ciudad Condal a las 12 de la mañana en señal de condena al atentado y en memoria a las víctimas mortales. El acto terminó con el grito unánime de «No temim por» («No tenemos miedo»). Tras cuatro días de intensa búsqueda policial, el día 21, antes de las 17.00 horas, los Mossos abatieron en Subirats al autor material de la masacre de Las Ramblas. Según fuentes de inteligencia y policiales, esa célula terrorista quería perpetrar la peor tragedia sufrida en Europa Occidental desde el final de la Segunda Guerra Mundial al querer atentar con furgonetas cargadas de explosivos contra la Sagrada Familia de Barcelona y la Torre Eiffel de París, pero no pudieron realizar esa masacre al estallarles a tres terroristas de la denominada «célula de Ripoll» (incluido el cabecilla, el «imán de Ripoll») los explosivos que estaban elaborando en Alcanar.
El día 26 de ese mismo mes, se realizó en la Ciudad Condal una multitudinaria manifestación —en la que participaron más de medio millón de personas— en apoyo a las víctimas y en contra de la violencia terrorista, en la que por primera vez en la historia de la democracia, el rey participa en ella. Esta manifestación fue utilizada por separatistas catalanes para abuchear al rey y al gobierno de España. El principal diario italiano, La Repubblica tituló en su portada: «nacionalismo sin solidaridad».

#### Referéndum en Cataluña y crisis institucional

##### Referéndum de independencia de Cataluña
El 6 de septiembre de 2017, el Parlament de Cataluña, con los votos de Junts pel Sí y la CUP, votó a favor de una Ley del Referéndum —suspendida un día después por el Tribunal Constitucional—. Los once diputados de Catalunya Sí que es Pot, se abstuvieron, y Ciudadanos, el Partit del Socialistes (PSC) y el Partido Popular de Cataluña abandonaron el pleno durante la votación para no dar cobertura a una «ilegalidad». Se acababa de convocar un referéndum sobre la independencia de Cataluña.
El domingo 1 de octubre de 2017, bajo una tensión sin precedentes en España en las últimas décadas, el diario El País calificó ese día como «el mayor desafío a la que se enfrentó la democracia española» se desarrolló la jornada del referéndum del 1-O. Las votaciones se desarrollaron sin las mínimas garantías después de que la Generalidad de Cataluña aprobara un censo electrónico universal y que se podía votar en papeletas sin sobre e impresas de casa —sin ningún tipo de garantía jurídica—. En las primeras horas se produjo la intervención de guardias civiles y de policías nacionales en varios colegios electorales para intentar impedir la votación e incautar las urnas electorales. Las imágenes de las cargas policiales dieron la vuelta al mundo, el canal de noticias estadounidense CNN las calificó con el titular: «la vergüenza de Europa». En ese mismo día, pasadas las diez y media de la noche, el president Puigdemont junto a su Govern en una comparecencia institucional pronunció la siguiente frase: «En esta jornada de esperanza y sufrimiento, los ciudadanos nos hemos ganado el derecho a constituir un Estado independiente en forma de república». Cinco días más tarde la Generalidad facilitó los resultados, sin que hubieran sido verificados por ningún órgano independiente: votó el 43 % del censo, es decir, 2 286 217 personas, de las que 2 044 038 votaron ‘SÍ’, lo que suponía el 90 % de los sufragios. El 6 de marzo de 2018, el diario El Mundo publicó en exclusiva que la Policía Nacional había recompuesto unos 400 folios de un informe de los Mossos que iban a incinerar que el proceso independestista fue diseñado en 2011 por Convergencia Democrática de Cataluña (CDC) para tapar la corrupción del caso 3%.
El martes 3 de octubre se llevó a cabo una huelga general en Cataluña convocado por entidades independentistas catalanas. A las 21:00 horas, compareció en un mensaje televisado el rey de España, Felipe VI. En su intervención, el rey advirtió de la gravedad de la situación en Cataluña al haberse violado la Constitución con la celebración del referéndum ilegal y calificó la actuación de la Generalidad como de «deslealtad inadmisible a los poderes del Estado». Tras su discurso, los grupos independentistas le reprocharon al rey que no se hubiera ofrecido para mediar en el conflicto que enfrentaba a las instituciones catalanas con el Estado. Carles Puigdemont comentó: «Así no». Y la alcaldesa de Barcelona Ada Colau le recriminó que no hubiera mencionado en su discurso a los heridos por las cargas policiales. La sociedad española, en general, y catalana, en particular, respondió con patriotismo colocando banderas españolas en los balcones y asistiendo masivamente a las concentraciones en defensa de la unidad nacional —resaltar la manifestación del 8 de octubre de 2017 en la que más de un millón de personas colapsaron Barcelona—.

##### Suspensión de la declaración de independencia
El 10 de octubre, Puigdemont compareció en el Pleno de Parlament para realizar una declaración unilateral de independencia de Cataluña: «... y asumo el mandato del pueblo para que Cataluña se convierta en un Estado independiente en forma de república (...) el Gobierno y yo mismo proponemos que el Parlamento suspenda los efectos de la declaración de independencia para que en las próximas semanas emprendamos un diálogo sin el cual no es posible llegar a una solución acordada...». Al día siguiente, 11 de octubre, tras la celebración de un Consejo de Ministros extraordinario, Rajoy anunció que había pedido requerir formalmente al Gobierno de la Generalidad para que confirme si ha declarado la independencia de Cataluña.
El sábado día 21 de octubre, Rajoy anunció en la Moncloa que por primera vez desde la instauración de la democracia en España, el gobierno de la nación aplicaría el Artículo 155 de la Constitución española.

Si una Comunidad Autónoma no cumpliere las obligaciones que la Constitución u otras leyes le impongan, o actuare de forma que atente gravemente al interés general de España, el Gobierno, previo requerimiento al Presidente de la Comunidad Autónoma y, en el caso de no ser atendido, con la aprobación por mayoría absoluta del Senado, podrá adoptar las medidas necesarias para obligar a aquélla al cumplimiento forzoso de dichas obligaciones o para la protección del mencionado interés general.
Artículo 155 de la Constitución española de 1978.

##### Aplicación del artículo 155 de la Constitución

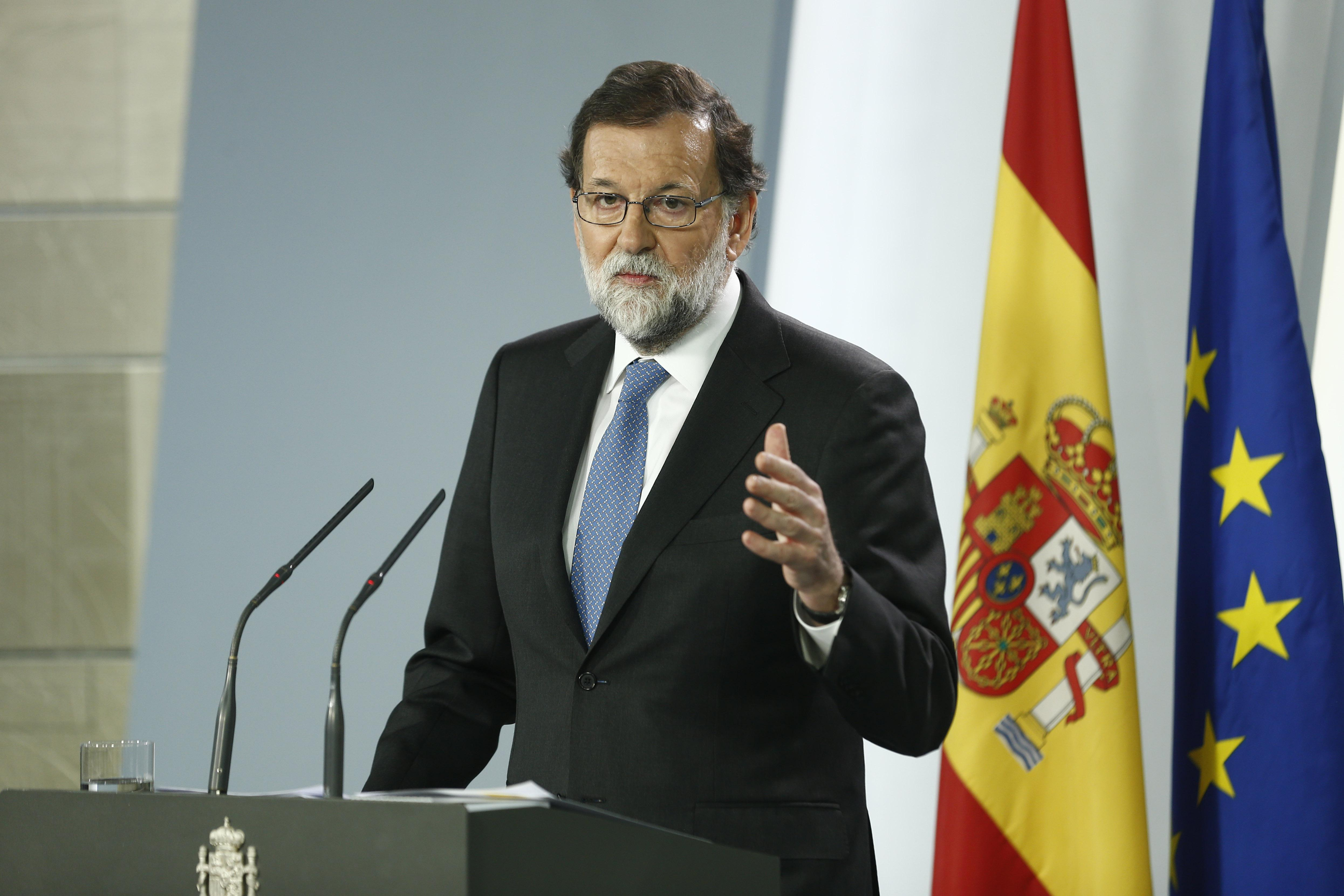
Rajoy durante su comparecencia en el Palacio de la Moncloa anuncia elecciones en Cataluña.

Ante el riesgo de que la autonomía de Cataluña fuera intervenida por el Gobierno central en aplicación del artículo 155 de la Constitución, Carles Puigdemont sopesó el jueves 26 de octubre la posibilidad de convocar elecciones al Parlamento de Cataluña y suspender así la posible proclamación de la independencia, pero cuando ya parecía convencido de que esa era la mejor opción ―llegó a convocar a los medios para comunicarles la noticia― se echó para atrás, según dijo, por la «falta de garantías» por parte del Estado de que no aplicaría el 155 si convocaba elecciones.
El viernes día 27, a las 15:27 horas el Parlament catalán aprobó la declaración unilateral de independencia de Cataluña con 72 síes, 10 noes y 2 votos en blanco. En la votación no participaron ni Ciudadanos, ni el PSC ni el PP, que se han ausentado del hemiciclo. En ese día, ni los Estados Unidos y ningún país miembro de la Unión Europea reconocieron la independencia de Cataluña. De manera simultánea, en el Senado se aprobó con 214 votos a favor del PP, PSOE (los expresidentes de Baleares y de la Generalidad de Cataluña; Francesc Antich y José Montilla se ausentaron de la votación), Ciudadanos, UPN, Foro y Coalición Canaria-AHI y 47 en contra de Podemos, ERC, PNV PDeCAT, Compromís y EH Bildu la aplicación del artículo 155 de la Constitución española de 1978 en Cataluña. Por la tarde, tras la celebración de un Consejo de Ministros extraordinario, Rajoy anunció el cese del president Puigdemont y de todos sus consellers, la disolución del Parlament y la convocatoria por sorpresa de elecciones anticipadas en Cataluña para el día 21 de diciembre. En la madrugada del nuevo día, el BOE publicó la decisión del ministerio del Interior del cese del mayor de los Mossos, Josep Lluís Trapero.
El 2 de noviembre, la jueza de la Audiencia Nacional Carmen Lamela ordenó el envío a prisión por presuntos delitos de sedición, rebelión y malversación al exvicepresidente de la Generalidad, Oriol Junqueras, y otros ocho exconsejeros del destituido Govern —Jordi Turull, Josep Rull, Meritxell Borràs, Joaquim Forn, Raül Romeva, Dolors Bassa y Carles Mundó—. Tres días después, Puigdemont huyó a Bruselas (Bélgica) acompañado de cuatro exconsejeros de su ejecutivo. El 5 de abril de ese mismo año, la justicia alemana negó la extradición de Puigdemont a España porque rechazó el delito por el que fue detenido, el de rebelión.

##### Elecciones autonómicas de Cataluña del 21 de diciembre
El jueves 21 de diciembre de 2017 se celebraron las duodécimas elecciones al Parlamento catalán desde la instauración de la Autonomía de Cataluña y las cuartas desde 2010, pero estas fueron en un clima de máxima polarización por el agrio enfrentamiento entre el bloque independentista y el constitucionalista y se vio reflejado en el dato de participación ya que superó el 81 % del censo electoral, a pesar de que era un día laborable. La fuerza política más votada fue Ciudadanos, que consiguió más de un millón de votos y 36 escaños ―era la primera vez que un partido no nacionalista catalán ganaba unas elecciones al Parlamento de Cataluña―, pero los tres partidos independentistas consiguieron la mayoría absoluta al sumar 70 diputados en total: Junts per Catalunya, 34 diputados; Esquerra Republicana de Catalunya, 32; y la CUP, 4. Entre los tres consiguieron el 47,49 % de los votos, mientras que los partidos “constitucionalistas” (Ciudadanos, PSC y PP) consiguieron el 43,49 % y sumaron 57 escaños. Catalunya en Comú-Podem, consiguió 8 escaños y el 7,45 % de los votos.

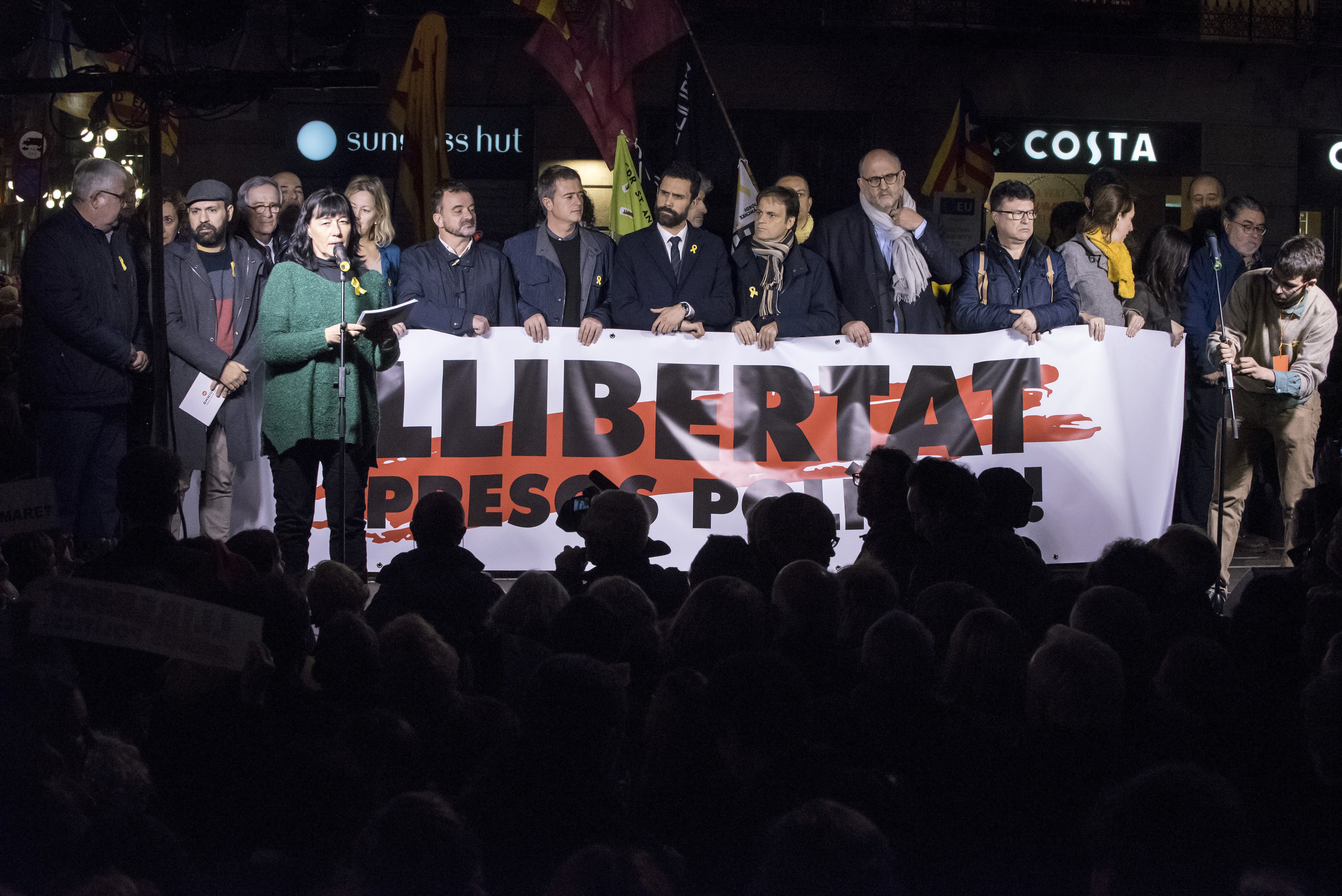
Roger Torrent, presidente del Parlamento de Cataluña, en un acto para pedir la libertad de los "presos políticos" Oriol Junqueras, Joaquim Forn, Jordi Sànchez Picanyol y Jordi Cuixart. Aparece en el centro sosteniendo la pancarta Presos polítics. Llibertat.

El nuevo Parlament surgido de las elecciones del 21-D se constituyó el 17 de enero de 2018, resultando elegido nuevo presidente de la cámara Roger Torrent, de Esquerra Republicana de Catalunya,y la mesa del Parlament que se constituyó en la misma sesión contó con mayoría independentista. Tres días después Torrent propuso como candidato a la presidencia de la Generalidad al expresident Carles Puigdemont, huido en Bruselas y que se consideraba a sí mismo como el presidente «legítimo» de Cataluña. El gobierno de Mariano Rajoy reaccionó inmediatamente y presentó un recurso ante el Tribunal Constitucional para que desestimara la candidatura de Puigdemont. El Constitucional, antes de entrar en el fondo del asunto, advirtió al presidente y a la Mesa del Parlamento catalán que para ser investido el candidato tenía que estar presente en la cámara y haber obtenido el permiso para asistir del juez Pablo Llarena, que llevaba su caso en el Tribunal Supremo. Torrent acató la decisión del Tribunal Constitucional y aplazó el pleno de investidura el mismo día 30 de enero en que estaba prevista su celebración hasta que no estuviera asegurado celebrar uno en el que se pudiera elegir al presidente de la Generalidad de forma «efectiva y con garantías». Junts per Catalunya y la CUP criticaron la decisión de Torrent ya que pretendían que se aceptara la «presencia» de Puigdemont en el debate de investidura por vía telemática o por delegación de la lectura de su discurso en algún otro diputado, y a continuación proceder a la votación.

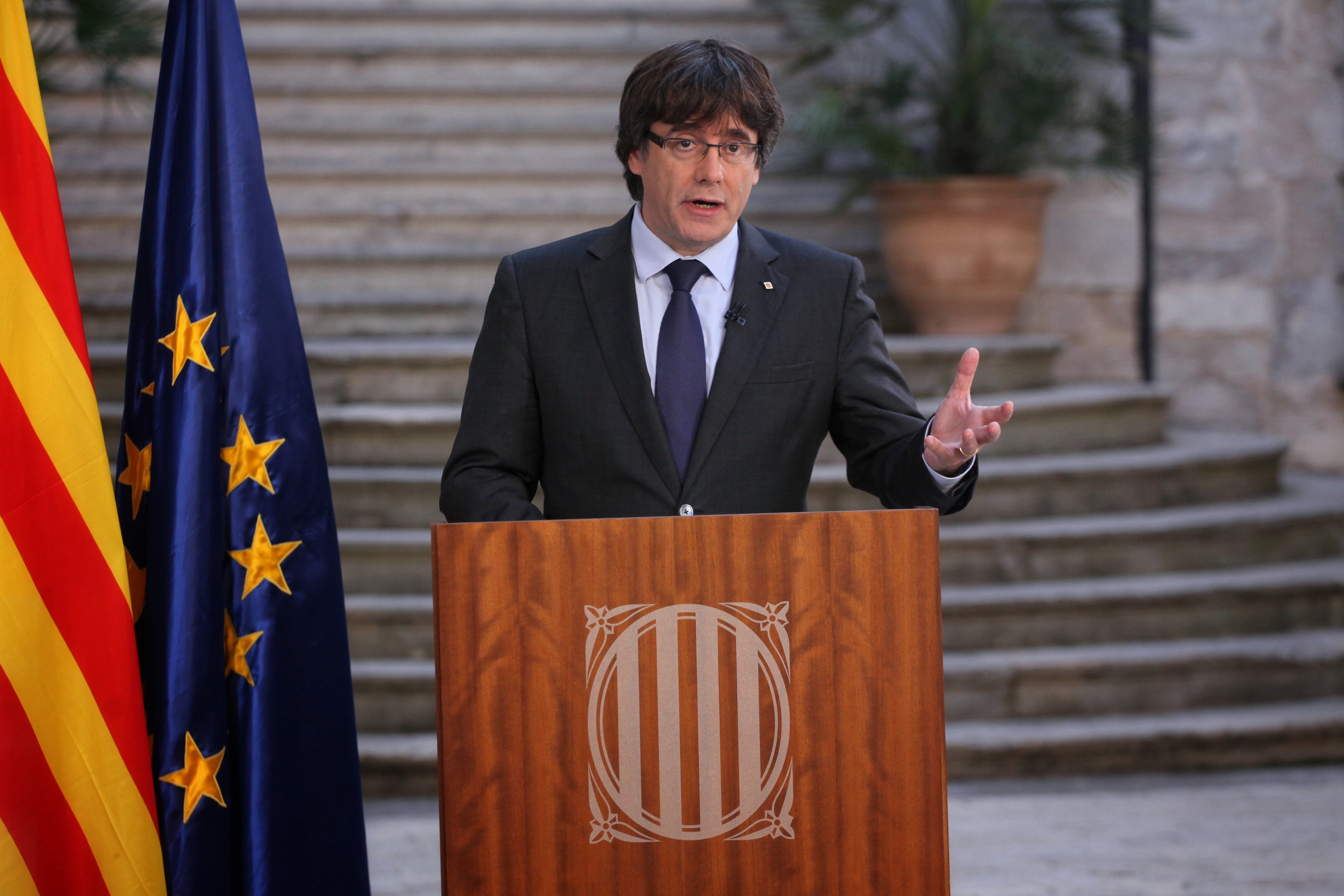
El presidente Puigdemont, al día siguiente de la proclamación de independencia, pronunciando un discurso desde Gerona emitido por televisión. El discurso estaba grabado y cuando fue emitido el sábado 28 de octubre Puigdemont ya estaba de camino a Bruselas.

Se tardó más de un mes para que Esquerra Republicana y Junts per Cataluña encontraran una salida a la situación de bloqueo del Parlament. Así el 1 de marzo de 2018 se aprobó una moción con los votos de los tres grupos independentistas en la que se denunciaba la  «destitución ilegal e ilegítima» de Carles Puigdemont como presidente de la Generalidad, negando pues validez a la aplicación del artículo 155, y en la que se reivindicaba el resultado favorable a la independencia del referéndum ilegal celebrado el día 1 de octubre. Ese mismo día por la tarde Carles Puigdement anunciaba desde Bruselas que renunciaba «provisionalmente» a ser el candidato a la investidura y proponía a Jordi Sànchez Picanyol, número 2 de la lista de Junts per Catalunya y entonces en prisión preventiva, como su sustituto.
Sin embargo, el juez del Tribunal Supremo Pablo Llarena denegó el permiso para que Sánchez pudiera asistir al pleno de investidura que estaba convocado para el día 12 de marzo ―que Torrent tuvo que suspender hasta que se resolviera el recurso que iban a presentar los abogados de Sánchez―, por lo que la situación de bloqueo continuó, agravada además por el rechazo de la CUP a la candidatura de Sánchez porque apoyarla supondría la «sumisión a la legalidad española» y porque no iba encaminada a la «materialización de la república».
El tercer intento de investir un presidente de la Generalidad también resultó fallido porque el candidato Jordi Turull no consiguió el apoyo de la CUP en la primera votación celebrada el 22 de marzo y porque al día siguiente el juez del Tribunal Supremo Pablo Llarena lo envió a prisión junto con otros tres exconsellers y la expresidenta del Parlament Carme Forcadell. Un cuarto intento tampoco tuvo éxito porque el 12 de abril el juez del Tribunal Supremo Pablo Llarena volvió a denegar el permiso carcelario a Jordi Sànchez Picanyol, que por segunda vez había sido propuesto como candidato a la presidencia de la Generalidad, por lo que el presidente del Parlament Roger Torrent tuvo que aplazar el pleno de investidura previsto para el día siguiente.
Finalmente, y tras el intento desbaratado por el Tribunal Constitucional de investir a distancia a Carles Puigdemont, el Parlament invistió el 14 de mayo por mayoría simple —con los votos de Junts per Catalunya y Esquerra Republicana y la abstención de la CUP— como nuevo presidente de la Generalidad a Quim Torra, el candidato designado por Puigdemont desde Berlín. Sus primeras palabras tras la votación fueron de agradecimiento al «president Puigdemont» del que aseguró: «Lo investiremos».

#### Últimos meses: Disolución de ETA y moción de censura

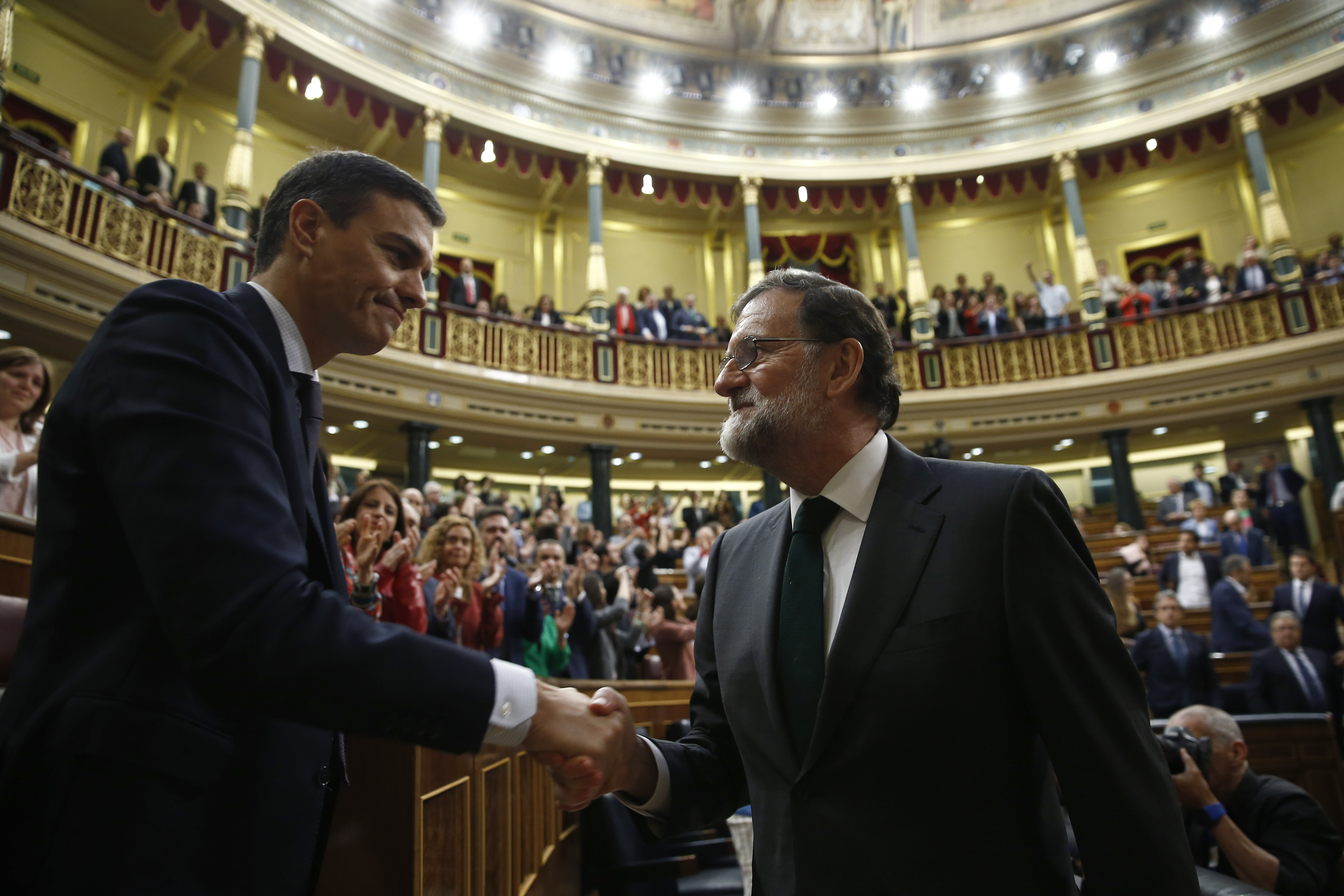
Rajoy felicita a Sánchez tras la votación de la moción de censura

El 19 de febrero de 2018, el ministro de Economía, Luis de Guindos fue elegido como candidato a la vicepresidencia del Banco Central Europeo (BCE) con lo que abandonó su cartera siendo sustituido por Román Escolano el 8 de marzo.
El 2 de mayo de 2018, la organización terrorista Euskadi Ta Askatasuna (ETA) anunciaba mediante una carta su disolución tras más de medio siglo de terror, secuestros, extorsiones y más de 800 asesinatos. El 20 de abril, ETA había publicado un documento en el que reconoció por primera vez «el daño que ha causado en el transcurso de su trayectoria armada» y pidió «perdón» a las víctimas que no tenían «una participación directa en el conflicto».
A raíz de la sentencia de la Audiencia Nacional qué condenó al Partido Popular en el caso Gürtel y lo definió como un «sistema de corrupción institucional» sumado a la dimisión de la presidenta de la Comunidad de Madrid Cristina Cifuentes por el «caso Máster» (25 de abril) y la detención de Eduardo Zaplana —expresidente de la Comunidad Valenciana y ex-portavoz del PP en el Congreso de los Diputados— por blanqueo de fondos (22 de mayo), el líder del PSOE, Pedro Sánchez, impulsó una moción de censura contra Rajoy que se votó el viernes 1 de junio de 2018. Eran necesarios 176 votos para que saliera adelante. En el debate del día previo un número suficiente de diputados manifestó su intención de apoyarla y finalmente 180 diputados la apoyaron contra 169 que no lo hicieron y una abstención.

## Postpresidencia

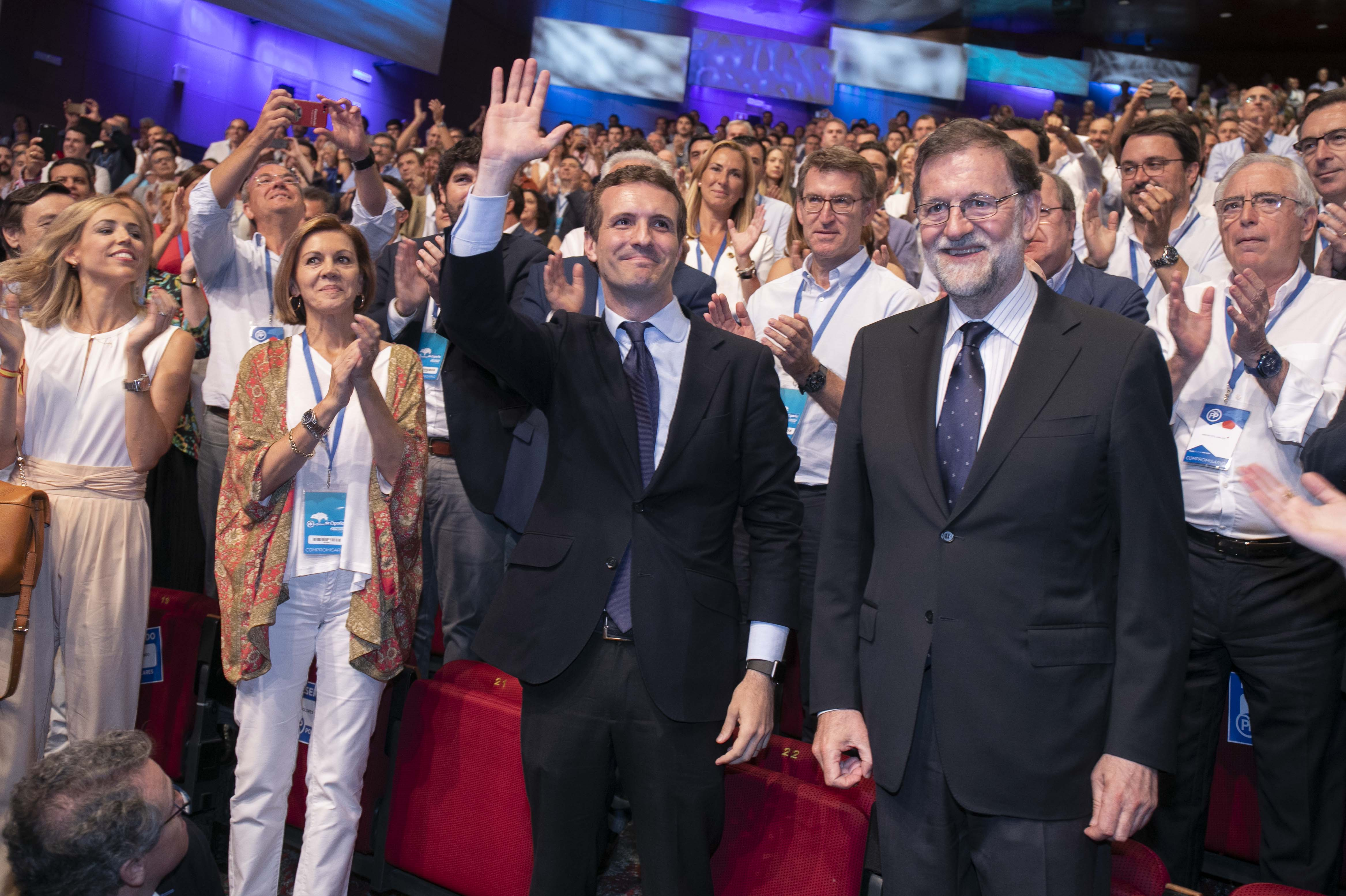
Mariano Rajoy y Pablo Casado, su sucesor al frente del Partido Popular.

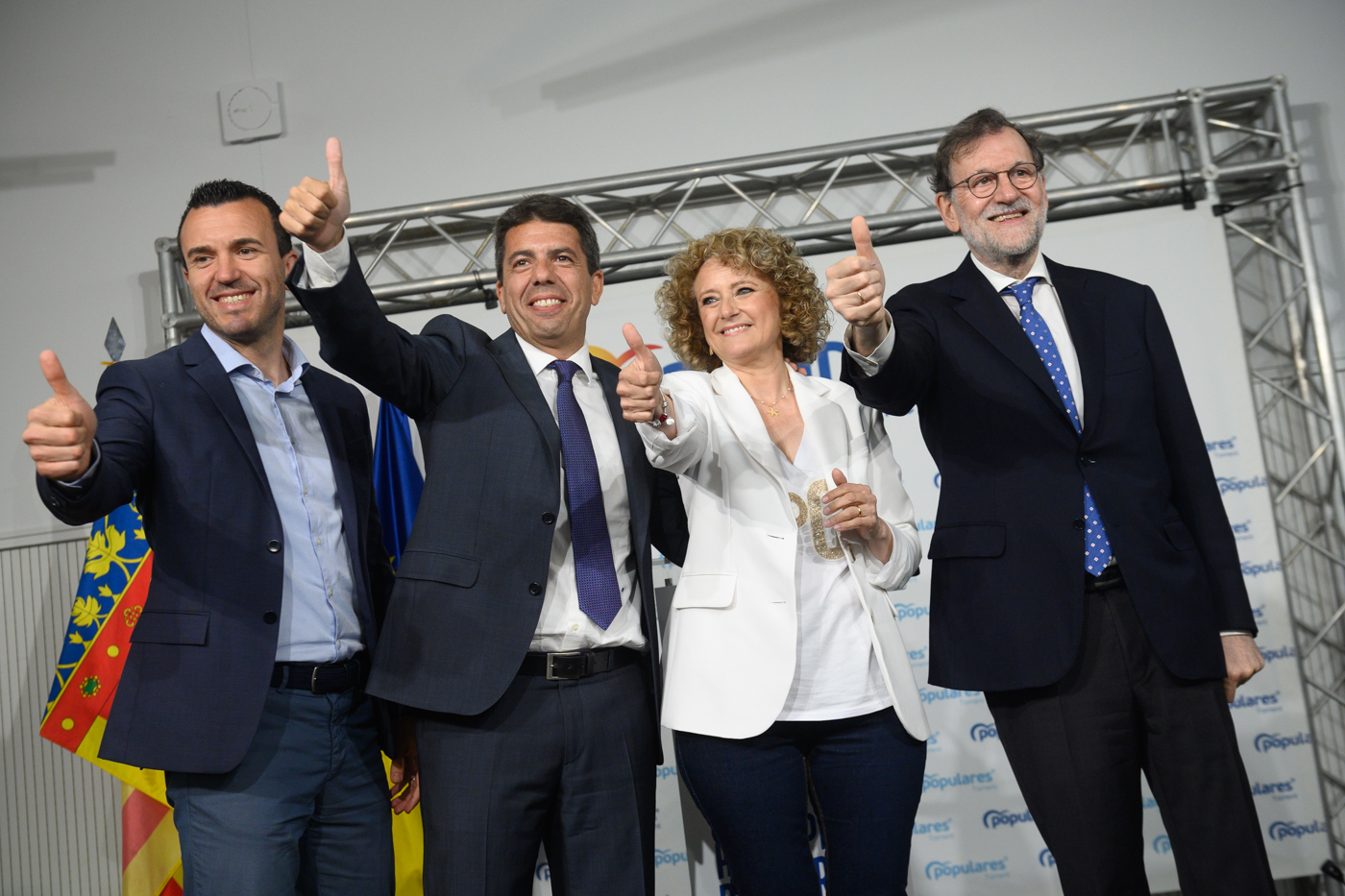
Presentación de Amparo Folgado Tonda a la alcaldía de Torrente el 28 de marzo de 2023, junto a Mariano Rajoy, Carlos Mazón y Vicente Mompó.

Tras perder la moción de censura y perder el poder, el 5 de junio, Rajoy anunció la citación de la Junta Extraordinaria del PP con motivo de convocar un congreso extraordinario para elegirle sucesor como presidente del partido; justificó su decisión de dejar el liderazgo del PP de la siguiente manera: «porque es lo mejor para mí y para el PP. Y creo que también para España».
El día 15 de junio de ese mismo año, anunció su renuncia a su escaño de diputado manifestando su intención de retomar el ejercicio de su antigua profesión como registrador de la propiedad. La vacante de su escaño en el Congreso fue ocupada por Valentina Martínez Ferro quien tomó posesión de su acta de diputada el 19 de junio.
Solicitada formalmente —a la antigua Dirección General de los Registros y del Notariado— su vuelta al servicio activo del Cuerpo de registradores, ésta se hizo efectiva al tomar posesión de su último destino en el Registro de la Propiedad Número 1 de Santa Pola (Alicante). Tras llevar tan sólo un mes ejerciendo allí, participó inmediatamente en el concurso ordinario de traslados previsto para todos registradores y que se convoca con carácter cuatrimestral por la mencionada Dirección General. Resuelto el concurso, Rajoy obtuvo plaza en la ciudad de Madrid como titular del Registro Mercantil número V, haciéndose efectivo su nombramiento a finales de septiembre de 2018.
El 30 de abril de 2019 fue invitado a unirse como miembro de pleno derecho del Club de Madrid, junto al expresidente de Seychelles James Michel y al expresidente del Consejo de Ministros italiano Mario Monti.

### Vinculación judicial
Una jueza andorrana imputó a Rajoy por coacción a bancos andorranos durante una visita a Andorra para obtener datos bancarios de la familia Pujol y de otros políticos independentistas catalanes en la denominada «Operación Cataluña».
Varios de los ministros de sus gobiernos han sido imputados por diferentes casos de corrupción: Ana Mato por el caso Gürtel, María Dolores de Cospedal por el caso Kitchen y Cristóbal Montoro por la trama de corrupción denominada caso Montoro. en la que también está relacionado Rafael Catalá.   

## Obras
- En confianza. Mi vida y mi proyecto de cambio para España (2011). Editorial Planeta.[304] ISBN 978-84-08-10732-3
- Una España mejor (2019). Plaza & Janés.[305] ISBN 978-84-01-02273-9
- Política para adultos (2021). Plaza & Janés.[306] ISBN 978-84-01-02867-0

## Distinciones y condecoraciones

Escudo de armas de la Orden de Isabel la Católica

Españolas
- Gran Cruz de la Real y Distinguida Orden de Carlos III.[307]
- Collar de la Real Orden de Isabel la Católica.[308]

Extranjeras
- Banda Categoría Especial Orden Mexicana del Águila Azteca[309]
- Gran Cruz de la Orden del Sol del Perú.[310]
- Banda Orden de la República de Serbia[311]
- Gran Cruz de la Orden al Mérito de Chile.[312][313]

Distinciones
- Doctor honoris causa en Derecho por la Universidad Sergio Arboleda (2012).[314]
- Medalla de oro del Consejo de Ciclismo Profesional (2001).[315][316]
- Premio «Emilio Castelar» 2016 al mejor orador de la Asociación de Periodistas Parlamentarios (APP).[317][318]